# AMC Rebel
El AMC Rebel (conocido como Rambler Rebel hasta 1967) es un automóvil de tamaño mediano que fue producido por American Motors Corporation (AMC) de 1967 a 1970. Reemplazó al Rambler Classic, y a su vez fue reemplazado para el año modelo de 1971 por el AMC Matador, un vehículo similar. El Rebel se situó como el coche de mayores ventas dentro de la gama del fabricante de automóviles independiente.
Estaba disponible en distintas configuraciones particularizadas, que incluían un número limitado de familiares con molduras temáticas especiales y equipamientos de lujo que se ofrecían solo en ciertas áreas geográficas. En 1970 se produjo una versión muscle car de alto rendimiento y bajo precio, denominada The Machine, un automóvil fácilmente reconocible por su llamativo acabado en blanco, rojo y azul.
El Rebel era la versión de tamaño intermedio y distancia entre ejes más corta de la gama Ambassador de tamaño completo y distancia entre ejes más larga.
Se fabricó en la línea de ensamblaje oeste de AMC (junto con el Ambassador) en Kenosha y en la factoría de Brampton (Ontario), en Canadá.
También se ensambló a partir de kits de montaje bajo licencia en Europa (por Renault, solo en 1967), en México (por VAM), en Costa Rica (por Purdy Motor), en Australia (por AMI), y en Nueva Zelanda (por Campbell Motor Industries). Aunque la denominación Rambler se suprimió de los Rebel en los mercados de EE. UU. y Canadá después de la temporada de los modelos de 1967, la histórica marca continuó usándose en los mercados internacionales.

## Contexto

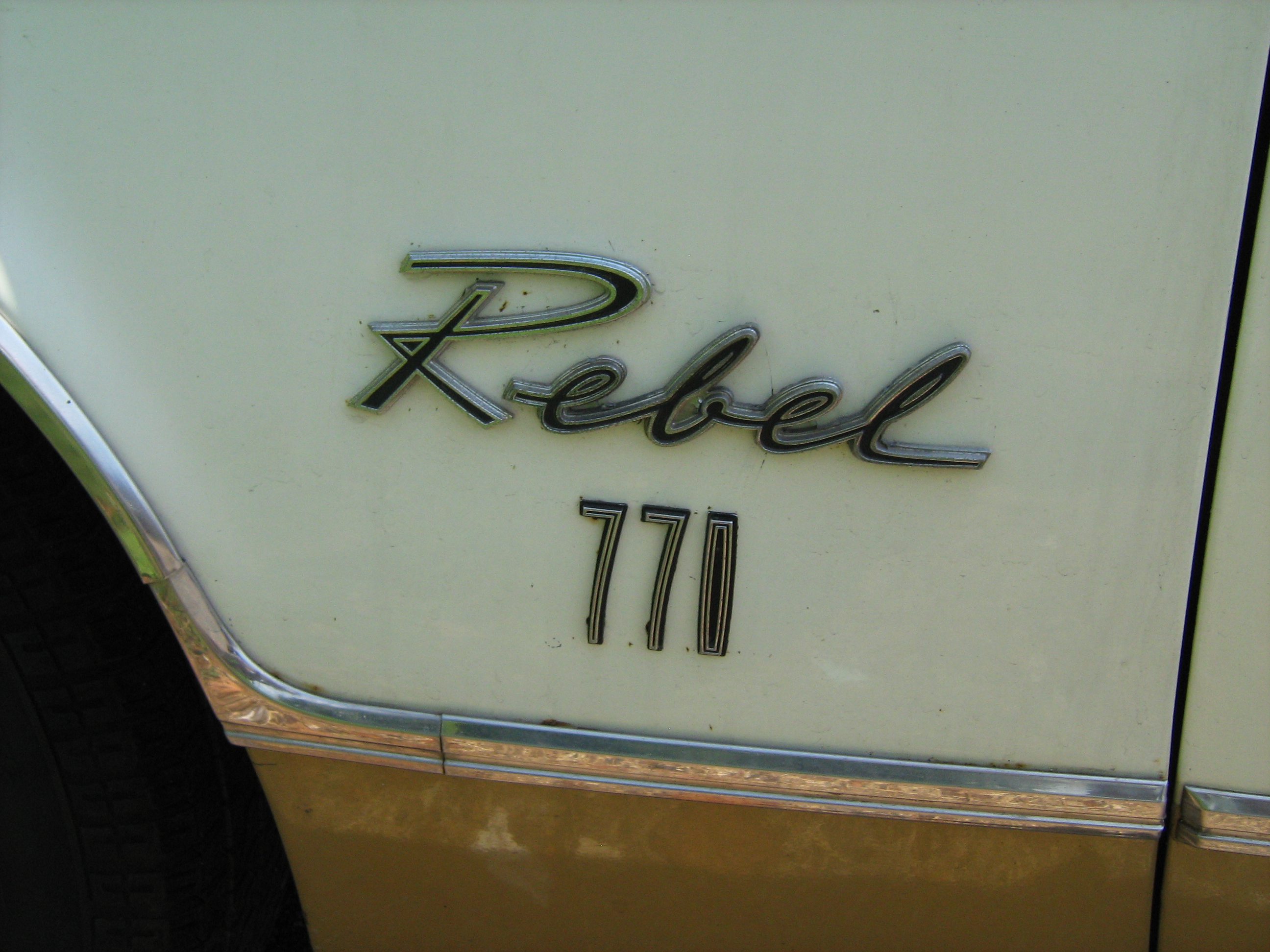
Emblema de un Rebel 770

El nombre "Rebel" fue presentado por AMC en 1957 como un modelo especial con un gran motor V8: el Rambler Rebel, el primer muscle car ligero producido en fábrica, y el primer indicio de que este tipo de coches serían parte del futuro de la compañía.
La denominación reapareció para el año modelo 1966 en la versión de primera línea del Rambler Classic hardtop de dos puertas, que incluía asientos envolventes, molduras especiales y una línea de techo revisada. En 1967 toda la línea intermedia de AMC recibió el nombre de Rebel.
Basados en la plataforma del Ambassador, los nuevos modelos Rebel se diseñaron bajo el liderazgo de Roy Abernethy, pero el fabricante de automóviles cambió de dirección en enero de 1967 con el nombramiento de un nuevo presidente y director ejecutivo, Roy D. Chapin, Jr., cuyo objetivo era cambiar la imagen "desaliñada" de AMC. La línea intermedia rediseñada comenzó a promocionarse con un enfoque más ambicioso, además de contar con numerosas opciones de alto rendimiento instaladas en fábrica y en los concesionarios.
Durante su producción de 1967 a 1970, el Rebel estuvo disponible como sedán de cuatro puertas para seis pasajeros, hardtop de dos puertas y familiar de cuatro puertas con una tercera fila de asientos opcional para dos pasajeros más. Además, un sedán de dos puertas (cupé) con un pilar B delgado y ventanillas de esquina traseras abatibles estuvo disponible solo en 1967, y se ofreció un descapotable en 1967 y 1968.
Se mantuvieron los motores de seis cilindros que introdujo AMC en 1964. Sin embargo, los modelos Rebel de 1967 introdujeron el primero de una familia de motores V8 de AMC completamente nuevos, que reemplazaron a los diseños "Gen-1" en el segmento del mercado de automóviles de tamaño medio. Entre estos nuevos propulsores figuraban los V8 de 290 plg³ (4,8 L) y de 343 plg³ (5,6 L) presentados en el Rambler American de 1966. Con un carburador de cuatro cuerpos y escape doble, el V8 de 343 pulgadas cúbicas producía 280 HP (209 kW; 284 CV) a 4800 rpm y 365 pies·libra fuerza (495 N·m) de par a 3000 rpm. Los nuevos Rebel también eliminaron el diseño con la transmisión por tubo de empuje utilizado en el Rambler Classic, en favor de un eje de transmisión abierto con un sistema de suspensión trasera con un eje de viga trasero de brazo de arrastre con cuatro enlaces y muelles helicoidales para brindar una conducción más cómoda. La suspensión delantera independiente siguió utilizando los brazos de anclaje de longitud desigual de AMC y resortes helicoidales de montaje alto.

### 1967

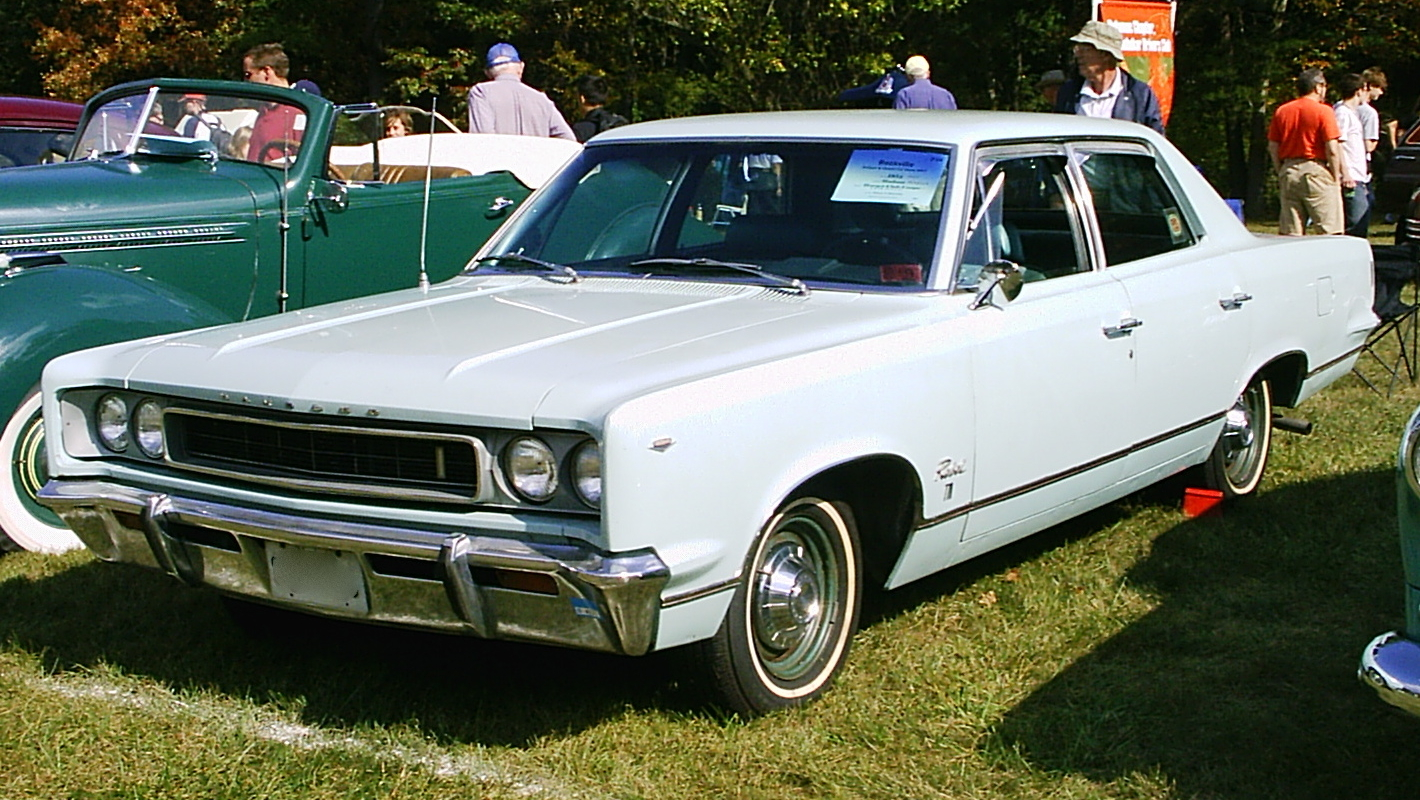
Rambler Rebel 770 sedán de 1967

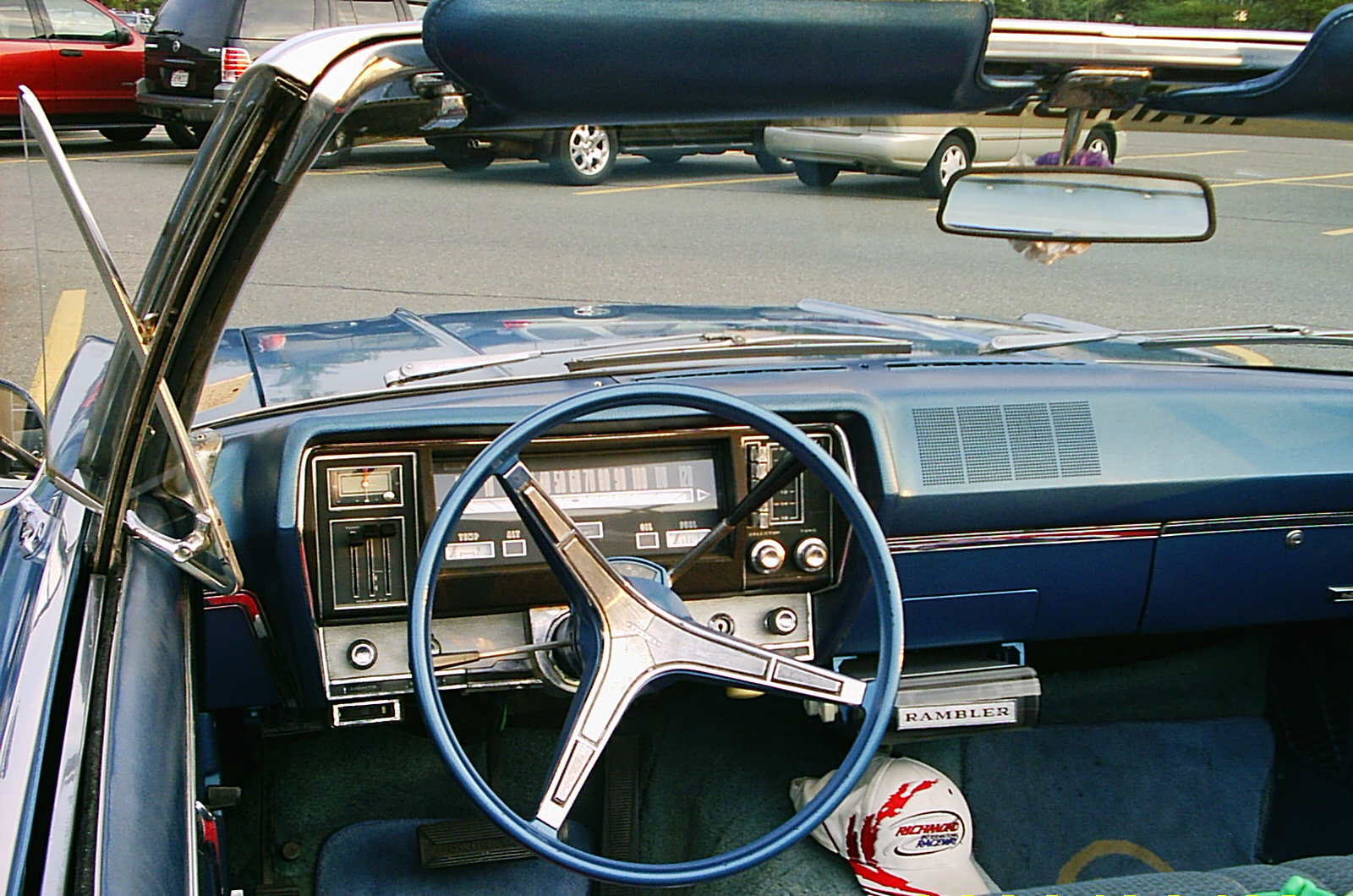
Panel de instrumentos de seguridad de un Rambler Rebel 770 de 1967

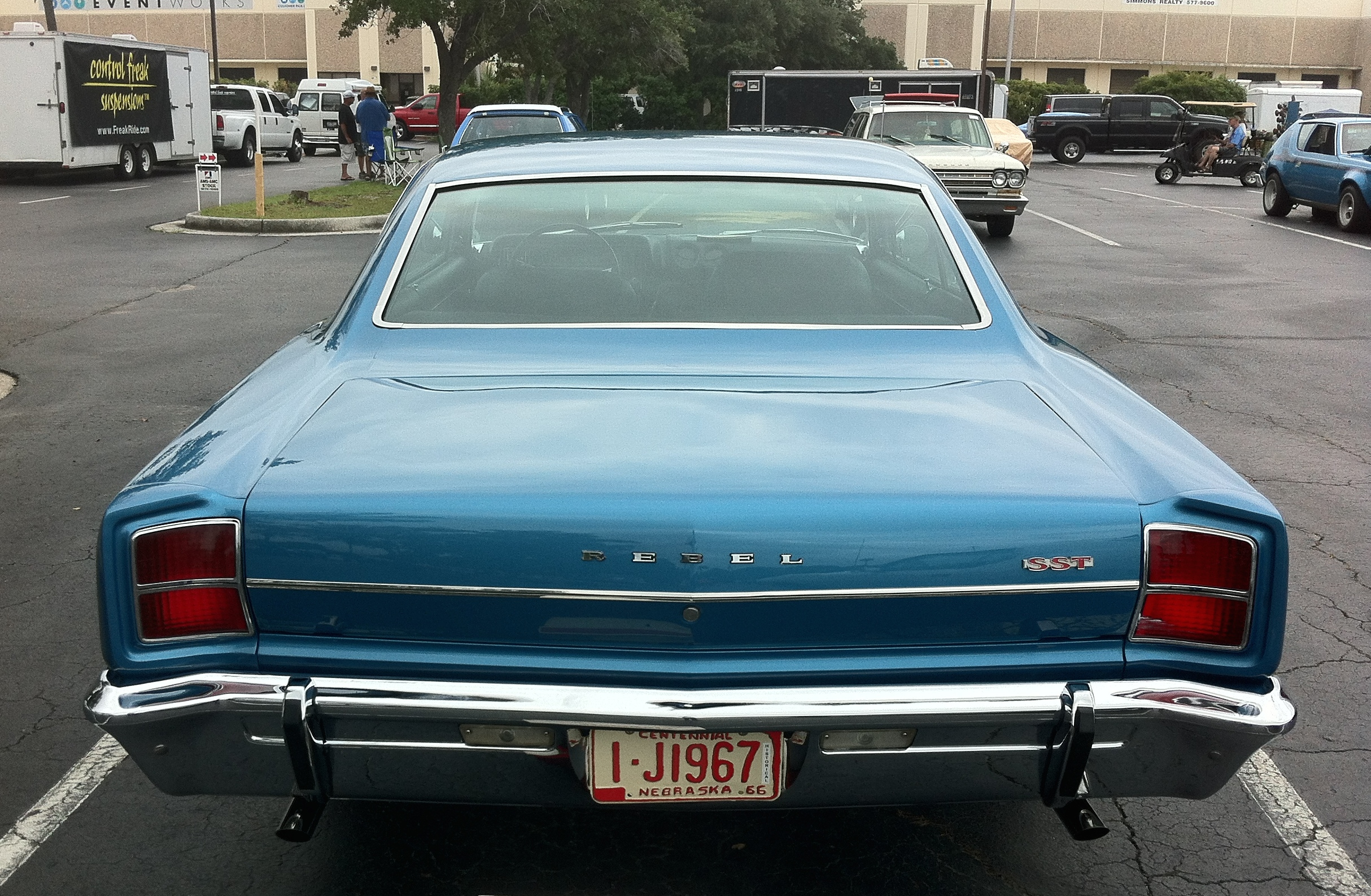
Rambler Rebel SST hardtop semi-fastback de 1967

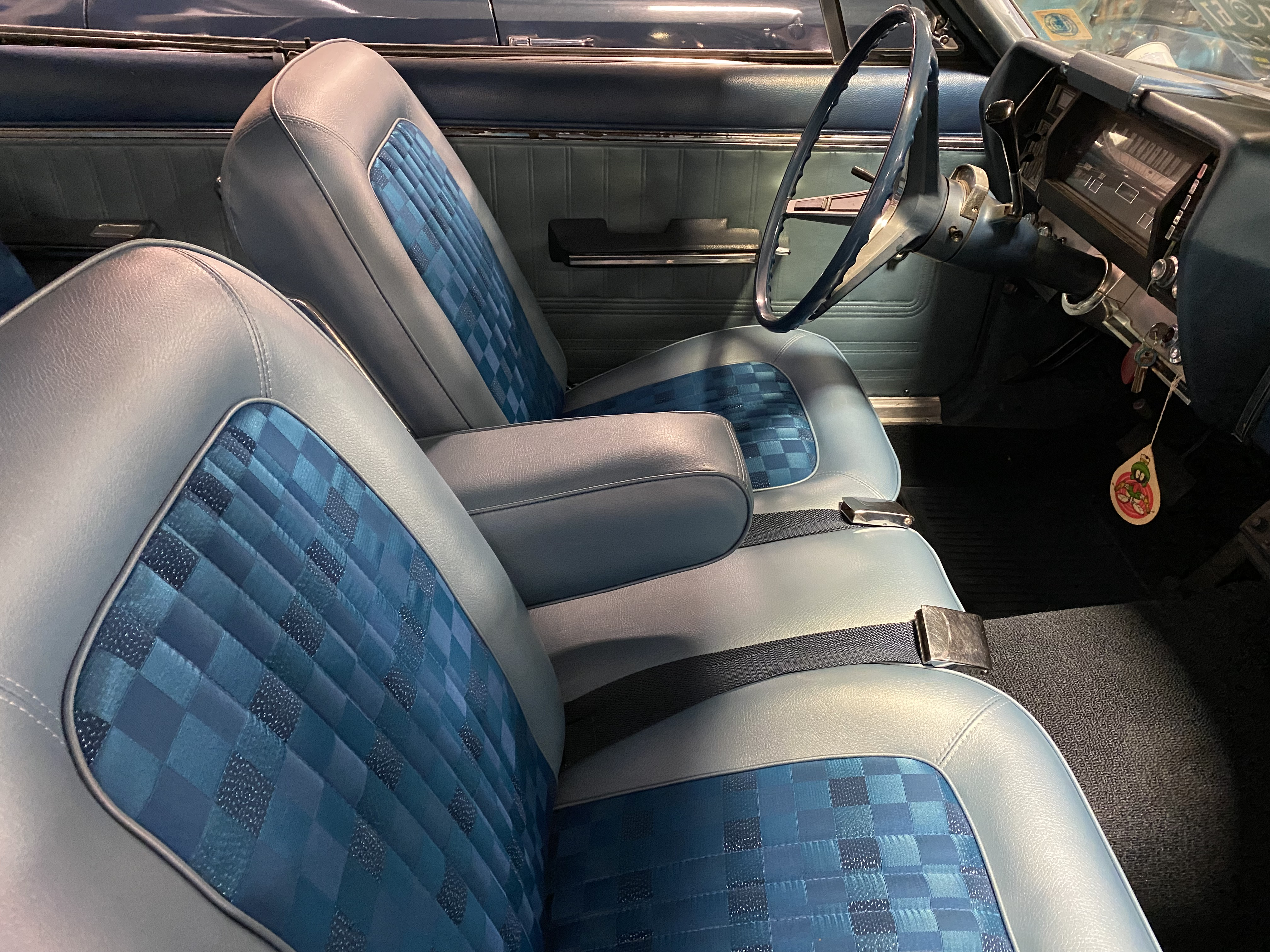
Interior de un Rambler Rebel SST de 1967

El Rambler Rebel de 1967 fue un diseño completamente nuevo con respecto a su predecesor, el Rambler Classic. El chasis se alargó hasta alcanzar una distancia entre ejes de 114 pulgadas (290 cm) (dos pulgadas (50 mm) más larga), mientras que el ancho también se incrementó en casi 4 pulgadas (100 mm) para ampliar el espacio interior disponible para los pasajeros y la capacidad de carga. El Rebel tenía tanto espacio interior como los coches grandes de Ford y GM. El nuevo diseño de la carrocería contrastaba marcadamente con el diseño anguloso de su predecesor. El Rebel presentaba una apariencia suave y redondeada con amplias líneas de techo, una carrocería "estilo de botella de Coca-Cola" con una plataforma trasera más corta y una mayor superficie acristalada para obtener una mayor visibilidad. Sin embargo, los "temas" de diseño como los guardabarros envolventes se hicieron tan omnipresentes en la industria que el nuevo Rebel de 1967 fue criticado porque "visto desde cualquier ángulo, cualquier persona que no sea un aficionado a los coches tendría problemas para distinguir el Rebel de su competencia de GM, Ford y Chrysler". American Motors se mantenía al tanto de la moda y el Rebel fue el primer "automóvil familiar con un estilo que rivalizaba con su función".
Un nuevo panel de instrumentos orientado a la seguridad presentaba una columna de dirección diseñada para colapsar bajo impacto, y los indicadores y controles estaban agrupados en una bitácora cubierta frente al conductor con el panel de instrumentos desplazado hacia adelante y lejos de los pasajeros.
Los modelos Rebel eran similares al Ambassador sénior en el sentido de que compartían la misma carrocería monocasco y plataforma por detrás de la capota. Sin embargo, la parte delantera del Rebel tenía un concepto completamente nuevo con una rejilla de tipo "venturi" en metal moldeado a presión, mientras que su parte trasera presentaba un diseño simple con luces traseras curvadas hacia adentro. Los Rebel se comercializaron en los modelos base 550 y de lujo 770, con un SST de línea alta disponible solo como una variante de dos puertas y techo rígido.
Los sedán base 550 de dos puertas presentaban la misma línea de techo "semi-fastback" que los modelos más caros de techo rígido sin pilares intermedios, pero tenían un pilar B delgado que les daba una apariencia de cupé más "deportiva". El convertible presentaba un nuevo diseño de mecanismo de plegado de "pila dividida" que permitía un asiento trasero de ancho completo con espacio para tres pasajeros. Los sedanes de cuatro puertas continuaron con una forma de carrocería tradicional, aunque suavizada desde la línea del techo anteriormente en ángulo agudo. Los familiares Cross Country presentaban un portaequipajes estándar, tapicería completamente de vinilo y una puerta trasera desplegable para transportar cargas de gran longitud. Un tercer asiento mirando hacia atrás era opcional con una puerta trasera con bisagras laterales para facilitar el acceso. El Rebel 770 familiar estuvo disponible después de la producción de mitad de año con los paneles laterales de la carrocería de fibra de madera simulada de 3M sobre un marco delgado de acero inoxidable.
A partir de los modelos de 1967, American Motors ofreció la garantía más completa de la industria hasta ese momento: dos años o 25 000 millas (40 233,5 km) en todo el automóvil y cinco años o 50 000 millas (80 467 km) en el motor y el tren de rodadura. American Motors continuó con su sistema de escape revestido de cerámica exclusivo en la industria como estándar.
Para enfatizar aún más la durabilidad y probar la fiabilidad de los nuevos Rebel, se estableció un récord absoluto de 30 horas en la carrera de larga distancia en la Península de Baja California de México en 1967. Un agujero en una bandeja de la transmisión retrasó al equipo, pero los corredores pudieron llevar el automóvil a una ciudad para obtener el recambio necesario.
Ofreciendo la economía Rambler tradicional con motores de seis cilindros y transmisiones overdrive, el Rebel también podía convertirse "en un muscle car decente a un precio económico" con el V8 de 343 plg³ (5,6 L), el motor más grande disponible de AMC en 1967. Una prueba en carretera de Car Life de un Rebel SST hardtop equipado con el V8 343 y transmisión automática invirtió un tiempo de 9 segundos para pasar de 0 a 60 mph (0 a 97 km/h), y alcanzó una velocidad máxima de 110 millas por hora (177 km/h). Una prueba en carretera realizada por Popular Science obtuvo tiempos similares y afirmó que el Rebel SST era el más silencioso de los coches probados, pero con el inconveniente del ruido aerodinámico en su interior. La revista también elogió los respaldos reclinables del Rebel en los dos asientos delanteros que reducían la fatiga en viajes largos, mientras que el copiloto podía estirarse y relajarse, así como los cinturones de seguridad de AMC que se tensaban automáticamente y eran muy cómodos. Una encuesta realizada por Popular Mechanics después de que los propietarios condujeran sus automóviles 678 996 millas (1 092 735 km) concluyó afirmando que: "en general, el informe indica que la mayoría de los propietarios de un Rebel están encantados con su compra". El periodista y crítico de automóviles Tom McCahill resumió así su prueba de manejo en Mechanix Illustrated: "no hay mejor coche de tamaño intermedio vendido en los Estados Unidos que el Rebel de 1967".

### 1968

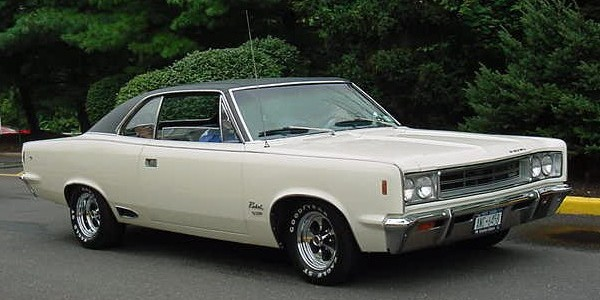
Rebel SST 2-puertas hardtop de 1968 con las llantas modificadas

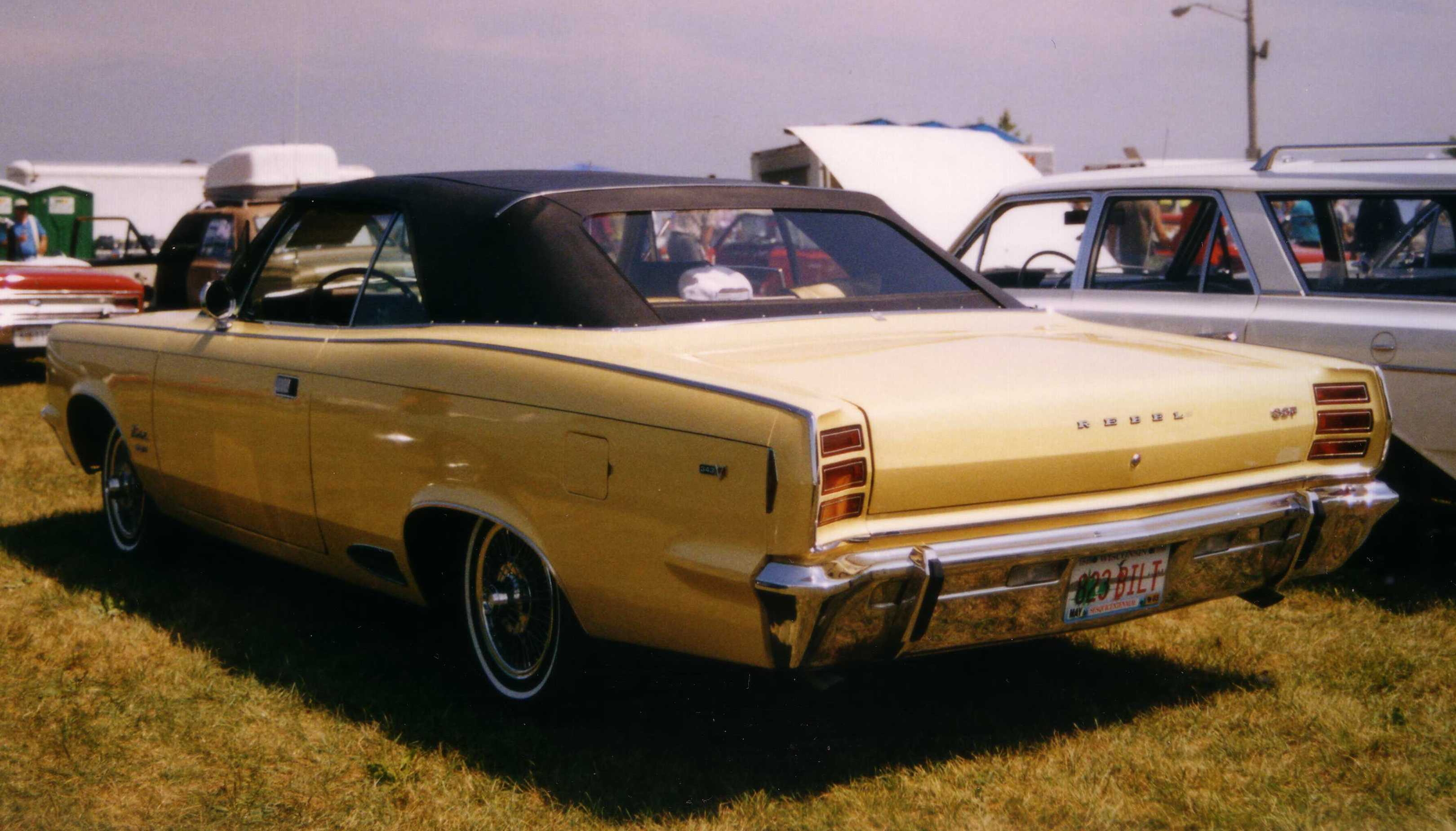
Rebel SST convertible de 1968

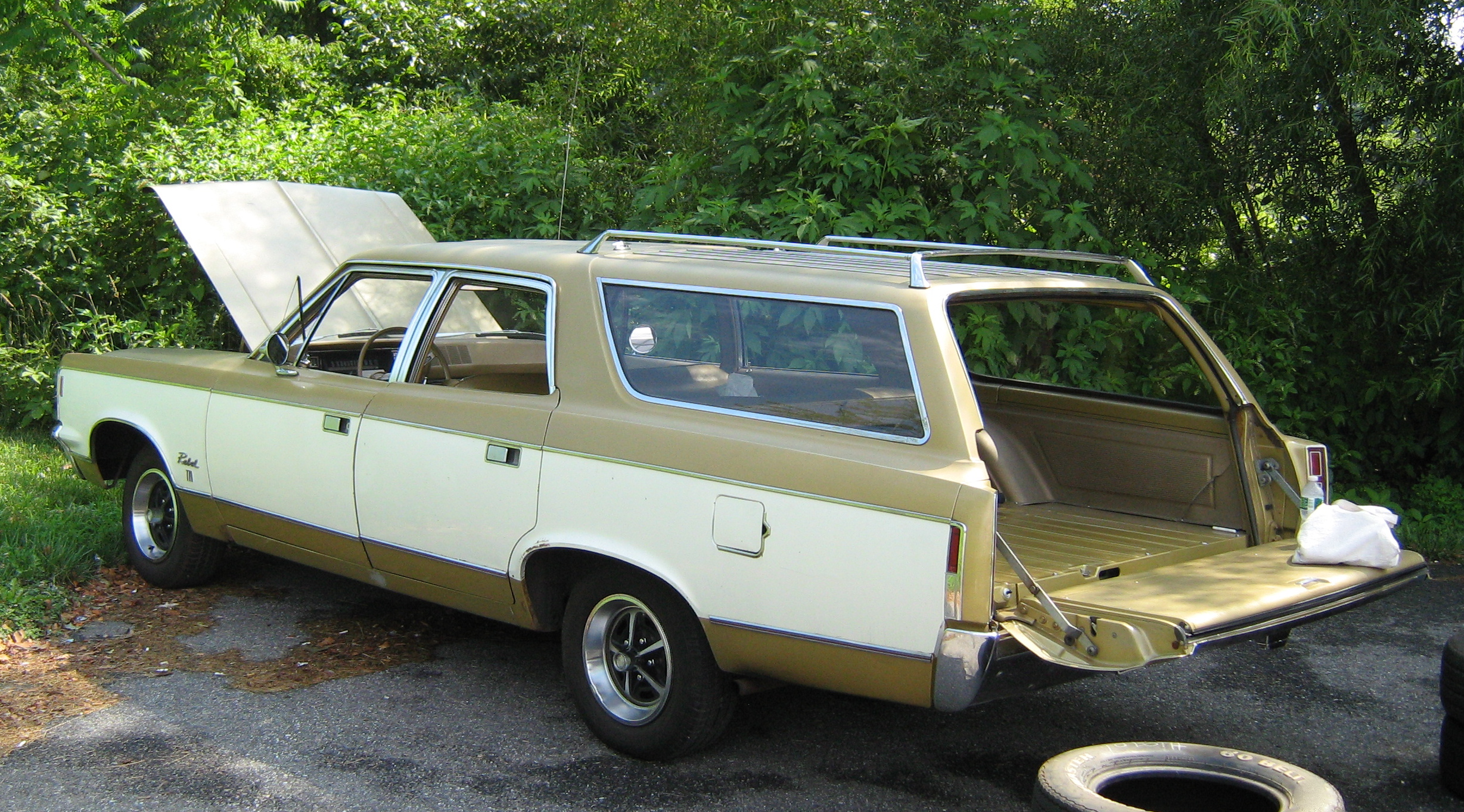
Rebel 770 Cross Country familiar de 1968

Los Rebel del año modelo de 1968 se introdujeron el 26 de septiembre de 1967 y ya no tenían el nombre de Rambler. Los modelos medianos ahora se llamaron AMC Rebel, aunque seguían siendo prácticamente iguales a los del año anterior excepto por las características de seguridad y la disponibilidad a mitad de año del motor AMX V8 de 390 plg³ (6,4 L) y 315 HP (235 kW; 319 CV) que se introdujo para el nuevo modelo AMX de dos asientos. Durante diez años, AMC "había observado estrictamente la resolución contra la intervención de las fábricas en las carreras de coches planteada por la industria automotriz", pero tras el cambio de los directivos de la compañía en 1967, AMC comenzó a hacer campaña con los Rebel en las pistas de aceleración (drágsters). El modelo SST de primera línea venía de serie con el motor V8 "Typhoon" de 290 plg³ (4,8 L), mientras que todos los demás modelos estaban disponibles con el motor I6 de 232 plg³ (3,8 L).
La gama del Rebel de 1968 recibió un modesto rediseño de las molduras, la parrilla y las luces traseras. Se incorporaron nuevos requisitos establecidos por Estándares Federales de Seguridad de Vehículos Motorizados para todos los turismos del año-modelo de 1968. El equipo de seguridad incluía cinturones de tres puntos de anclaje para las plazas delanteras, dos cinturones abdominales traseros, marcadores laterales iluminados, respaldos acolchados, acabado antideslumbrante, manijas y reposabrazos de diseño de seguridad, columna de dirección con absorción de energía y reposacabezas opcionales. American Motors no esperó a incorporar estas mejoras al 31 de diciembre de 1967, sino que las incorporó a partir de los automóviles del año del modelo de principios de 1968 producidos a finales de 1967. Otros requisitos provocaron aumentos en el precio de todos los automóviles fabricados después del 1 de enero de 1968, incluidos los sistemas de control de escape para ayudar a reducir las emisiones de monóxido de carbono e hidrocarburos no quemados.
También se introdujo una nueva característica de seguridad y estilo de AMC en los Rebel de 1968, las manijas de las puertas tipo paleta montadas al ras, que sustituyeron al antiguo diseño de botón pulsador y se convirtieron en una firma duradera de AMC en sus automóviles de pasajeros hasta 1988 y en el Jeep Wrangler hasta 2006.
También nuevo para el año 1968 fue el Rebel 550 Convertible, el último descapotable de AMC (destinado a sustituir al American). El 550 era el convertible de nivel básico, ya que la versión de acabado superior pasaba del 770 al modelo SST que se unía al techo rígido de dos puertas. Los dos estilos de carrocería SST presentaban más acabados y características que incluían asientos delanteros reclinables y ajustables individualmente, así como tomas de aire simuladas delante de las ruedas traseras. Los interiores del Rebel de AMC hicieron un uso extensivo de una nueva alfombra de fibra de olefina.
American Motors cambió su agencia de publicidad a Wells, Rich y Greene, que estaba dirigida por Mary Wells Lawrence. El fabricante de automóviles quería atraer al "comprador no promedio" altamente individualista. La nueva agencia estableció campañas y promociones innovadoras para AMC, que enfatizaban el valor recibido por el dinero pagado por medio de comparaciones directas con la competencia, además de mostrar "bellezas elegantemente peinadas que se precipitaban desde entornos ostentosos a modestos AMC Rebel con tanta satisfacción como si los coches fueran modelos Lincoln Continental", unos coches de lujo mucho más caros. Mientras tanto, una voz fuera de cámara proclamaba: "O estamos cobrando muy poco por nuestros coches o todos los demás están cobrando demasiado". La publicidad fue muy controvertida porque violó la regla no escrita aceptada de no atacar directamente a la competencia. La publicidad tuvo éxito en hacer que AMC recuperase su equilibrio financiero y contribuyó a hacer visibles las raíces prácticas del automóvil en la mente de los clientes, lo que resultó en mayores ventas.

### 1969
La gama del año-modelo de 1969 se simplificó, eliminando los acabados 550 y 770, así como el estilo de carrocería convertible. El sedán de cuatro puertas, el familiar y el hardtop de dos puertas ahora estaban disponibles en versión básica y SST. American Motors reubicó la línea Rebel en una dirección más "orientada a las familias", y solo el modelo SST de dos puertas recibió una nueva moldura simulada "louver" delante de las aberturas de las ruedas traseras.
Los cambios exteriores incluyeron una nueva parrilla, luces traseras envolventes, un maletero rediseñado, así como molduras y ornamentación. La vía delantera y trasera se aumentó de 59 plg (1499 mm) a 60 plg (1524 mm), pero todas las demás dimensiones permanecieron iguales.
El interior recibió un nuevo salpicadero con los instrumentos y controles agrupados frente al conductor. Una comparación de todos los familiares realizada por "Popular Mechanics" señaló que los modelos de tamaño intermedio no tenían espacio suficiente para cargar paneles de madera contrachapada de 4 pies (122 cm) por 8 pies (244 cm) en el suelo de carga debido al ancho disponible entre los pasos de rueda, pero afirmaba que el "espacio de carga disponible en los familiares Rebel es impresionante", con 91,12 ft³ (2580 L) del espacio.
American Motors produjo una campaña publicitaria innovadora para el AMC Rebel de 1969, que se convirtió en uno de los mejores anuncios de televisión en una de las 15 categorías seleccionadas por un equipo de expertos. Conocido como un constructor de "coches al estilo anticuado y exigente de la tía Marta", a finales de la década de 1960, en el apogeo de la historia de amor de los Estados Unidos con los automóviles, AMC quería llamar la atención. Anteriormente había adoptado un "enfoque totalmente racional", como describir los beneficios de la protección anticorrosiva de fábrica y la cobertura de garantía prolongada. El objetivo de la nueva publicidad era resaltar las diferencias de AMC y "lograr un impacto" con su gama de automóviles. Considerado como "uno de los anuncios de televisión más divertidos de todos los tiempos, no solo para el mundo del automóvil", el anuncio mostraba un AMC Rebel de 1969 que es sometido a toda clase de torturas por los alumnos de una autoescuela.

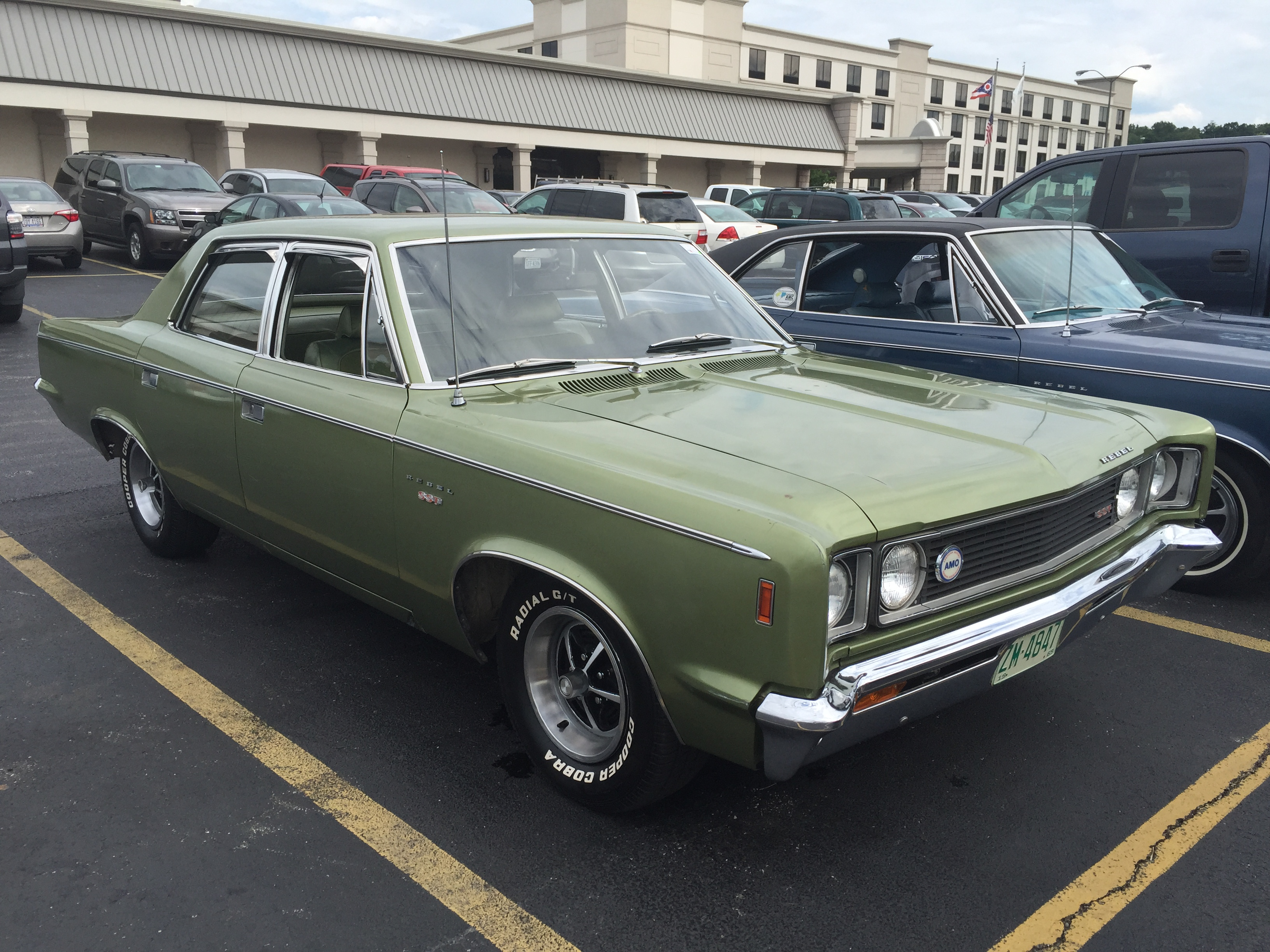
AMC Rebel 4-puertas sedán de 1969
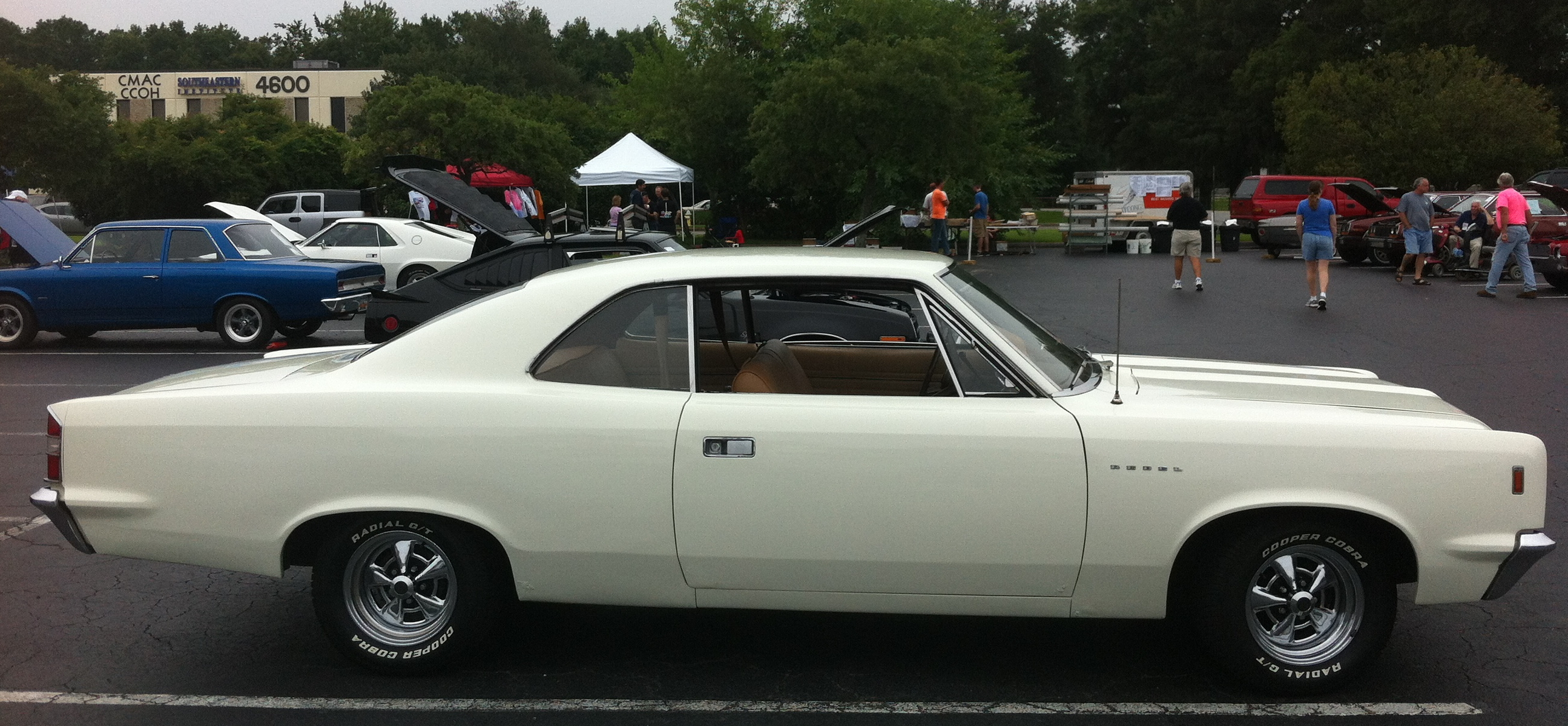
AMC Rebel 2-puertas hardtop de 1969 (modelo base)
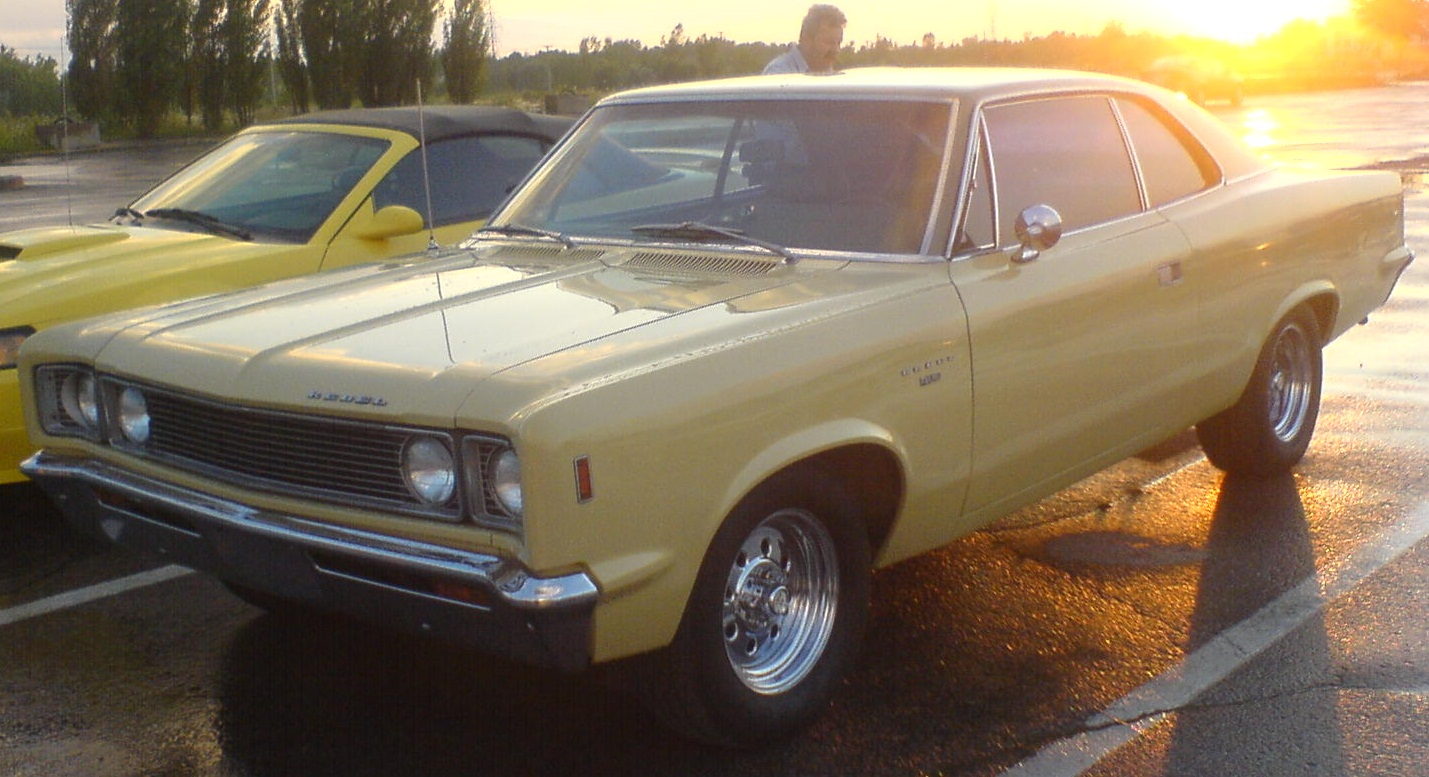
AMC Rebel 2-puertas hardtop de 1969 con las llantas cambiadas
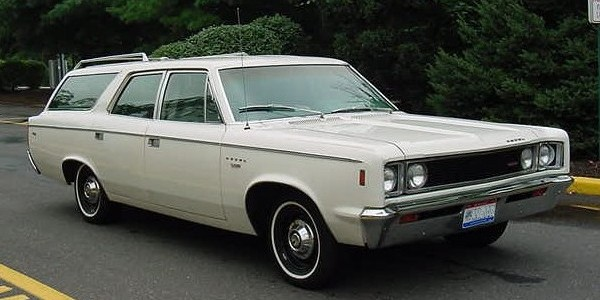
AMC Rebel familiar de 1969

### 1970

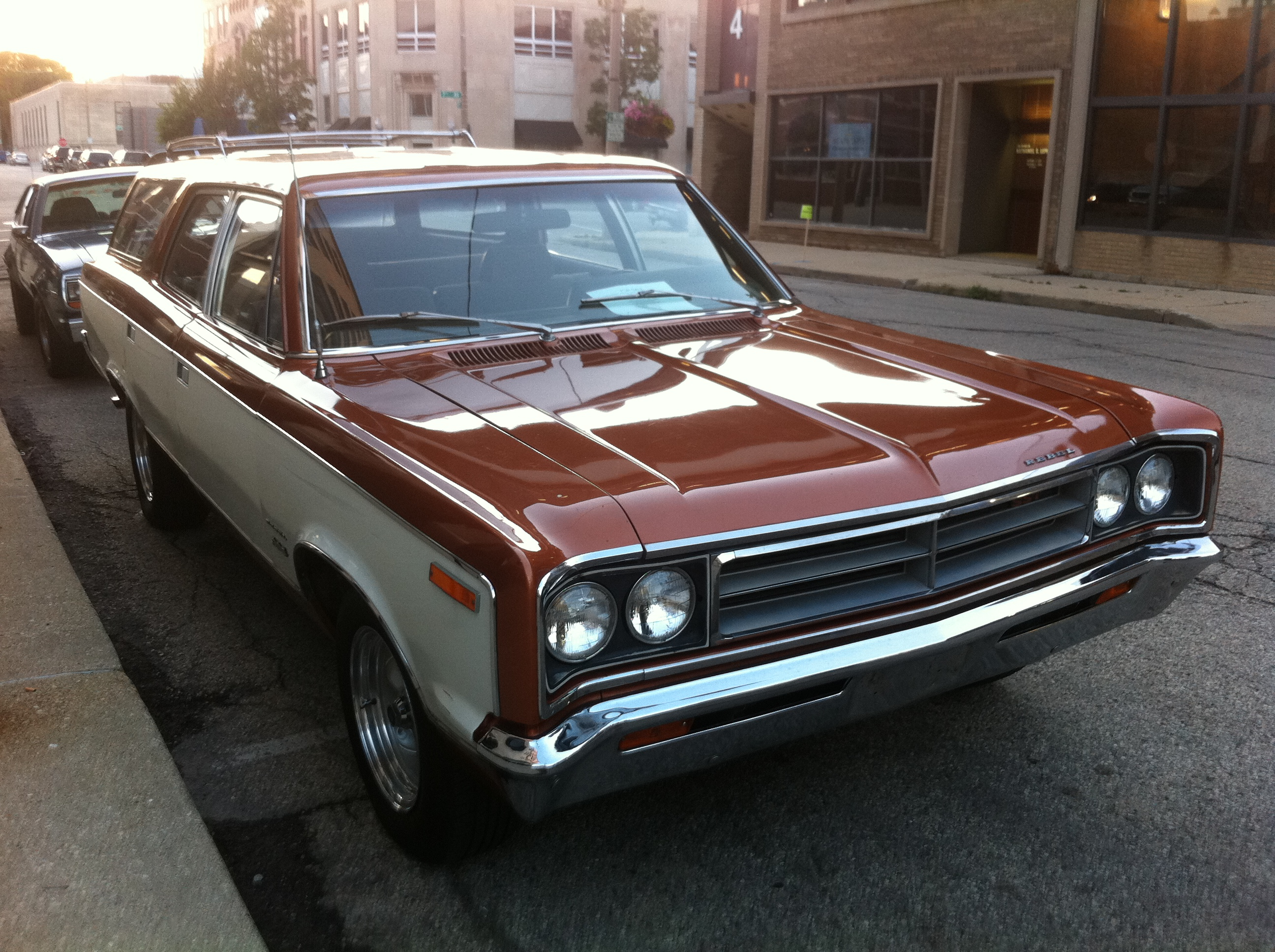
AMC Rebel familiar de 1970

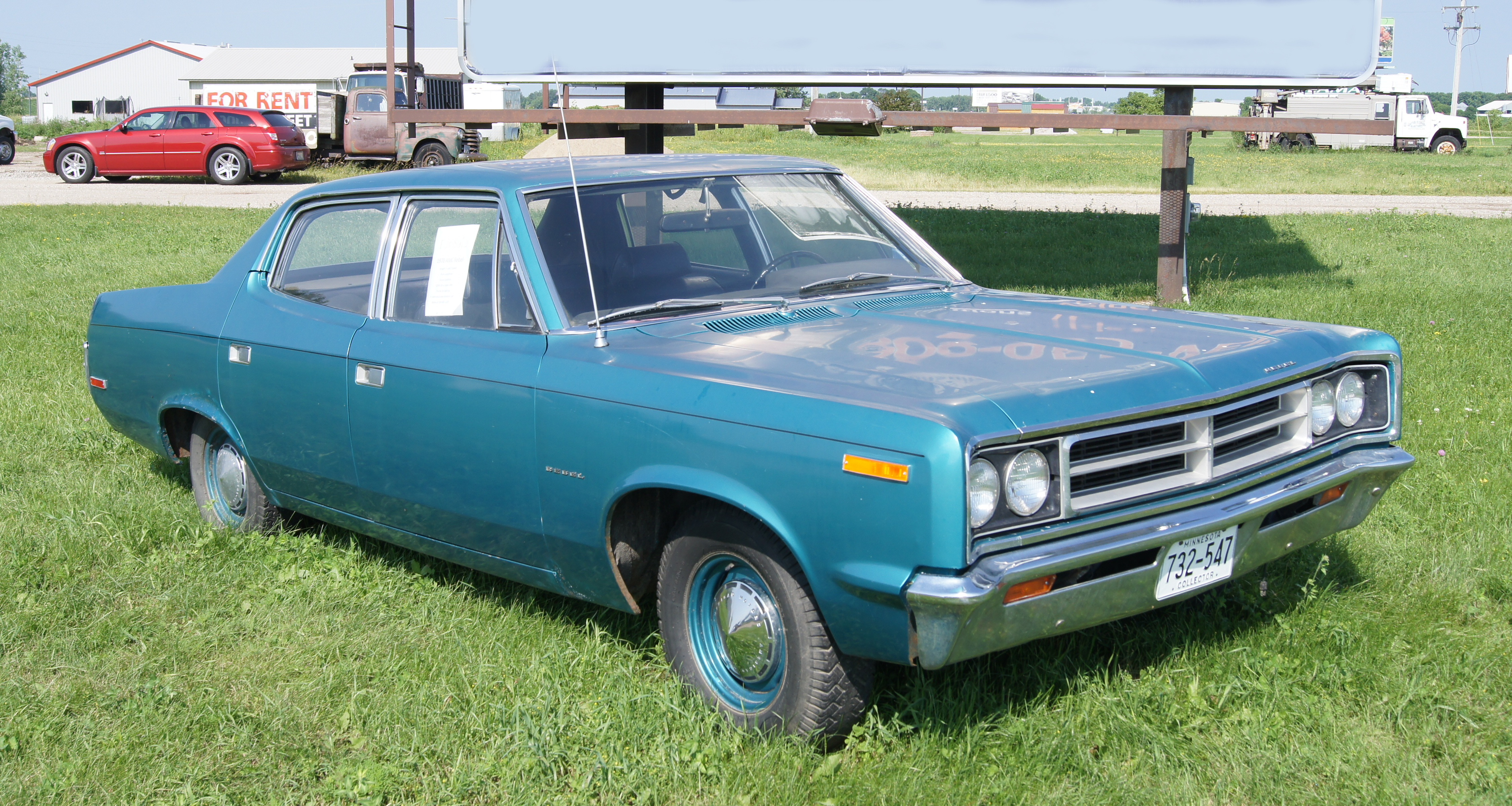
AMC Rebel sedán de 1970 (modelo base)

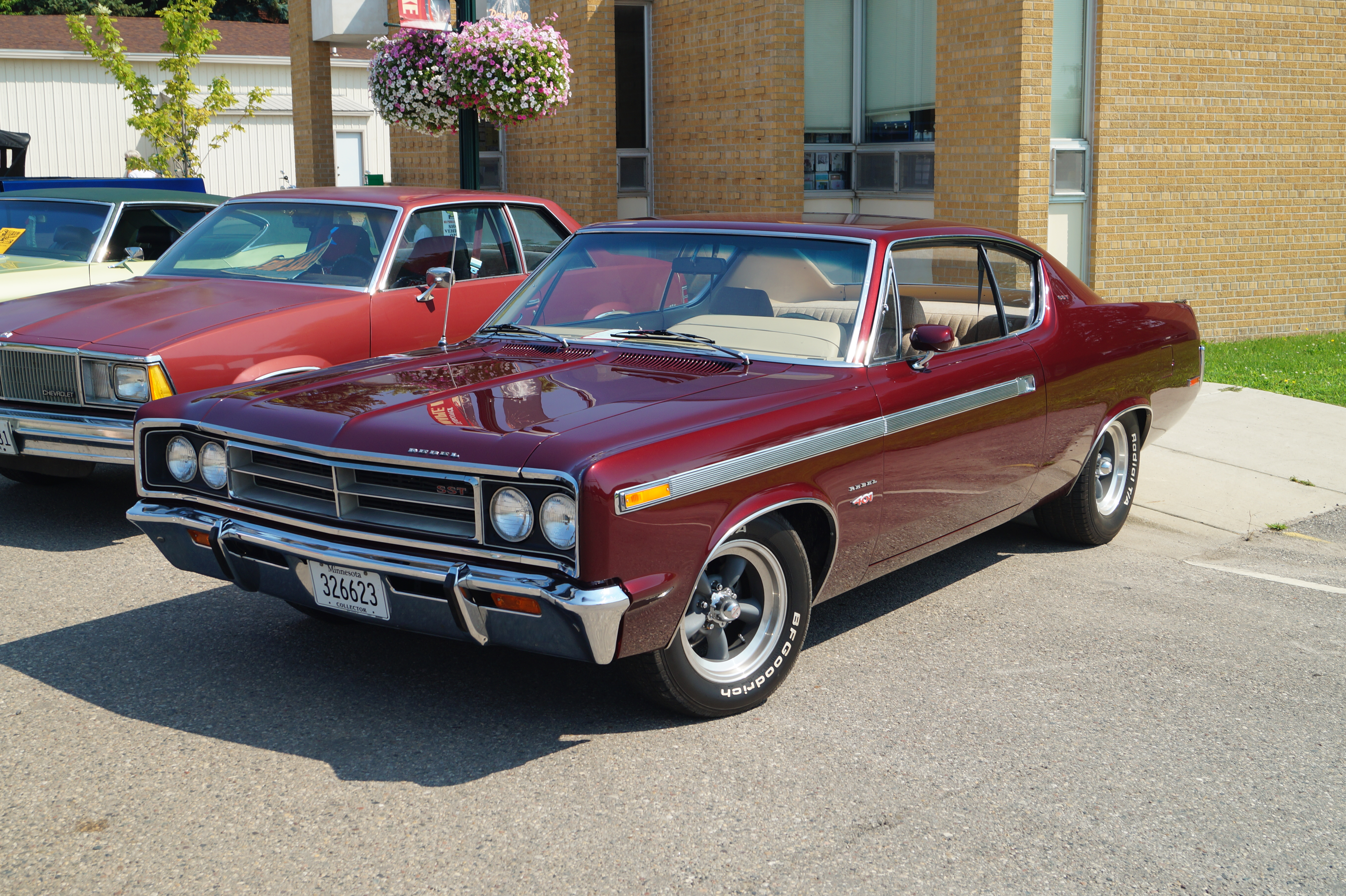
AMC Rebel SST hardtop de 1970 con molduras laterales de aluminio

En 1970, el sedán y el cupé recibieron una parte trasera rediseñada, junto con una nueva forma del pilar C y de los cuartos traseros, así como una cara trasera y un parachoques más grandes. El hardtop se cambió a una línea de techo más inclinada con ventanas laterales orientadas hacia arriba con un ángulo inverso, lo que les dio "una apariencia algo más fornida para 1970". Las luces posteriores se integraron en un nuevo parachoques trasero con la palabra Rebel escrita entre ellas. Los sedanes de cuatro puertas también tenían una línea de techo alterada con un pilar C más delgado y las ventanillas de las puertas traseras cuadradas más grandes. De manera similar, como en el cupé, la línea de cintura se elevaba debajo del borde posterior de las ventanas de las puertas traseras y luego se estrechaba hacia la misma fascia trasera que en el modelo hardtop. Los sedán Rebel y los modelos de techo rígido eran dos pulgadas (51 mm) más largos que antes. Los familiares Rebel no vieron cambios en sus techos, puertas y fascias traseras.
La parrilla se revisó nuevamente con una división horizontal en el medio y el nombre Rebeld aparecía en el lado izquierdo del capó. El acabado exterior, los colores y las ubicaciones de identificación del modelo también se modificaron para 1970. Los Rebel estaban disponibles en acabado básico o SST. El efecto de los cambios fue resumido por la revista Popular Mechanics afirmando que "el Rebel tiene un aire 'sin tonterías' que encuentro atractivo.
Los cambios de seguridad incluyeron asientos envolventes con reposacabezas integrados y respaldo alto. La estructura lateral de los sedanes de 4 puertas y los techos rígidos de 2 puertas se fortaleció. Mientras que la competencia de los "Tres Grandes" fabricantes de automóviles nacionales aumentaba el tamaño de sus coches, el Rebel era más pequeño y ligero, con un hardtop de 2 puertas con cambio manual y un motor de seis cilindros que pesaba 3110 lb (1411 kg), y un familiar con cambio automático y motor V8 que alcanzaba los 3310 lb (1501 kg).
Un cambio importante fue disponer del motor AMC V8. El V8 estándar de 290 plg³ (4,8 L) fue reemplazado en 1970 por un nuevo V8 de 304 plg³ (5 L) y 210 HP (157 kW; 213 CV), mientras que el V8 de 343 plg³ (5,6 L) también fue reemplazado por una versión de 360 plg³ (5,9 L). El V8 360 estaba disponible con un carburador de 2 cuerpos que rendía 245 HP (183 kW; 248 CV) o en una versión de 4 cuerpos, que producía 290 HP (216 kW; 294 CV). El Motor AMC V8 "AMX" de 390 plg³ (6,4 L) ahora producía 325 HP (242 kW; 330 CV) y era opcional en los modelos SST, mientras que el V8 especial de alto rendimiento de 340 HP (345 CV; 254 kW) a 5100 rpm y un par motor máximo de 430 lb·pie (583 N·m) a 3600 rpm era estándar en The Machine, con un solo carburador Motorcraft de 4 cuerpos. Este fue el motor más potente que AMC jamás ofrecería en un vehículo de producción en serie. Los coches con transmisión automática y la palanca de cambio en el piso sobre la consola central recibieron un nuevo diseño de agarre en forma de "culata de pistola".
Una prueba de manejo de "Popular Science" que comparó sedanes de 4 puertas y tamaño intermedio de seis cilindros (Chevrolet Malibu, Ford Torino y Plymouth Satellite) informó que el Rebel 770 era el más silencioso, ofrecía la mayor cantidad de espacio interior y de espacio en el maletero, "y consume menos carburante que los demás". Una encuesta nacional de "Popular Mechanics" basada en 316.000 millas recoridas por propietarios del coche (508.553 km) encontró que se elogiaba el estilo, el manejo y la comodidad, pero también se criticaban algunos pequeños traqueteos. El motor 304 plg³ (5 L) V8 fue seleccionado por casi el 87 % de los propietarios por su combinación de rendimiento y durabilidad. Los AMC Rebel también destacaron "por su ausencia de problemas mecánicos y quejas sobre la mano de obra" y la revista señaló que los propietarios recibieron "coches perfectamente ensamblados, una hazaña bastante notable".
El rediseño de 1970 duró solo un año antes del cambio de estilo siguiente y del paso del nombre de los modelos a AMC Matador. La plataforma de cuatro puertas y la del familiar permanecería sin cambios hasta la retirada de la gama Matador después del año del modelo de 1978.

## Modelos regionales

### Familiares

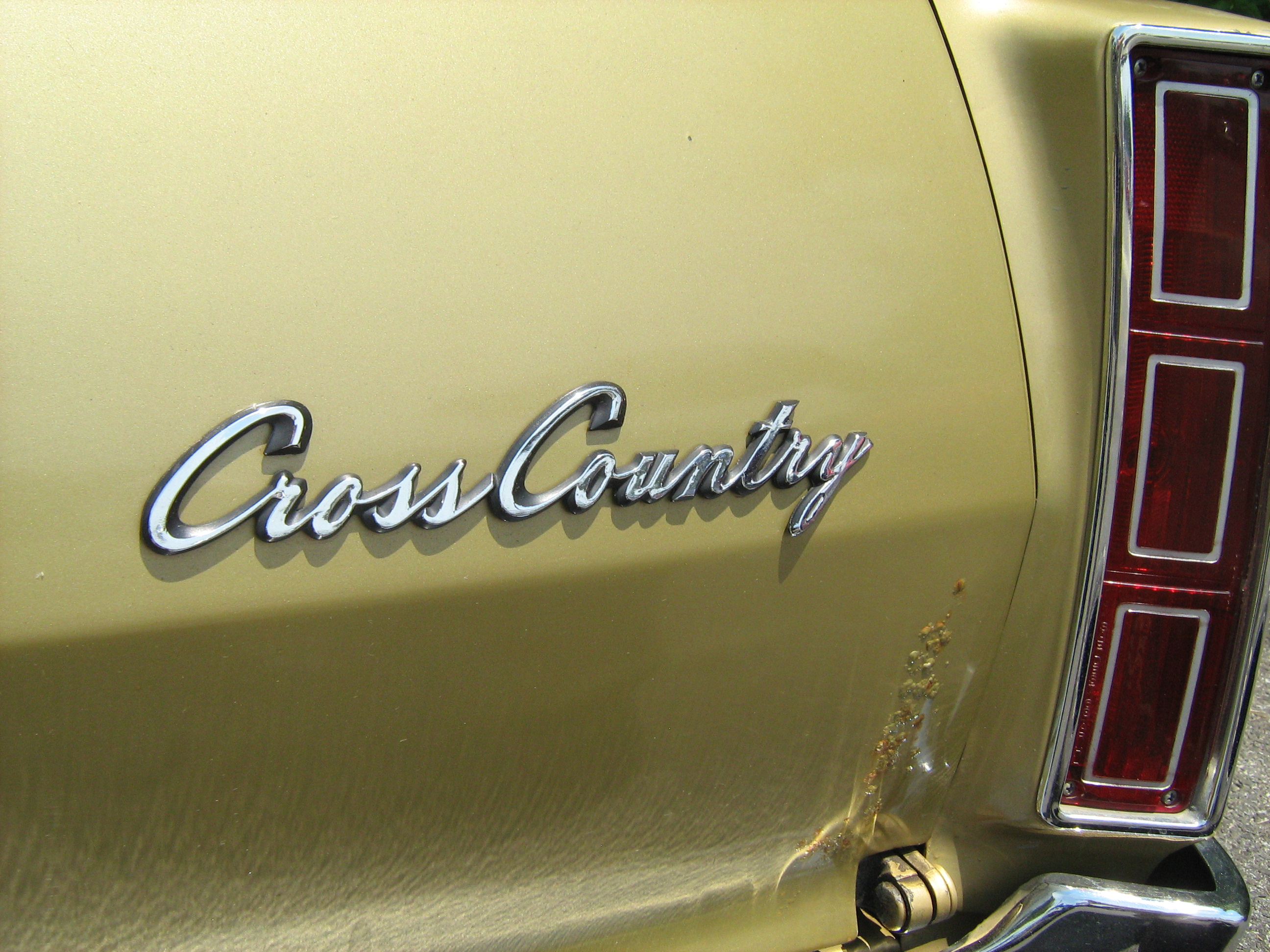
Emblema de un Cross Country familiar

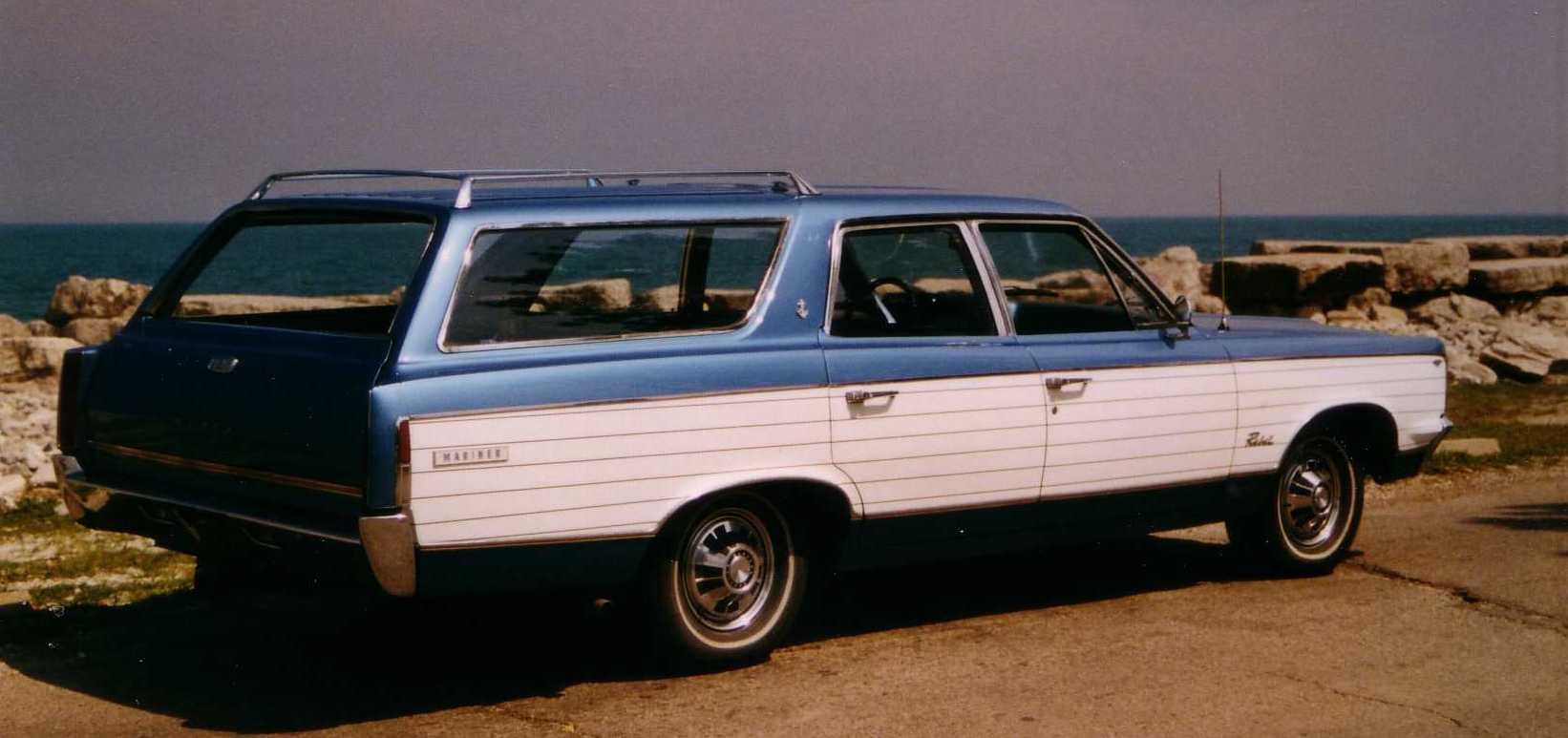
Rambler Rebel "Mariner" familiar

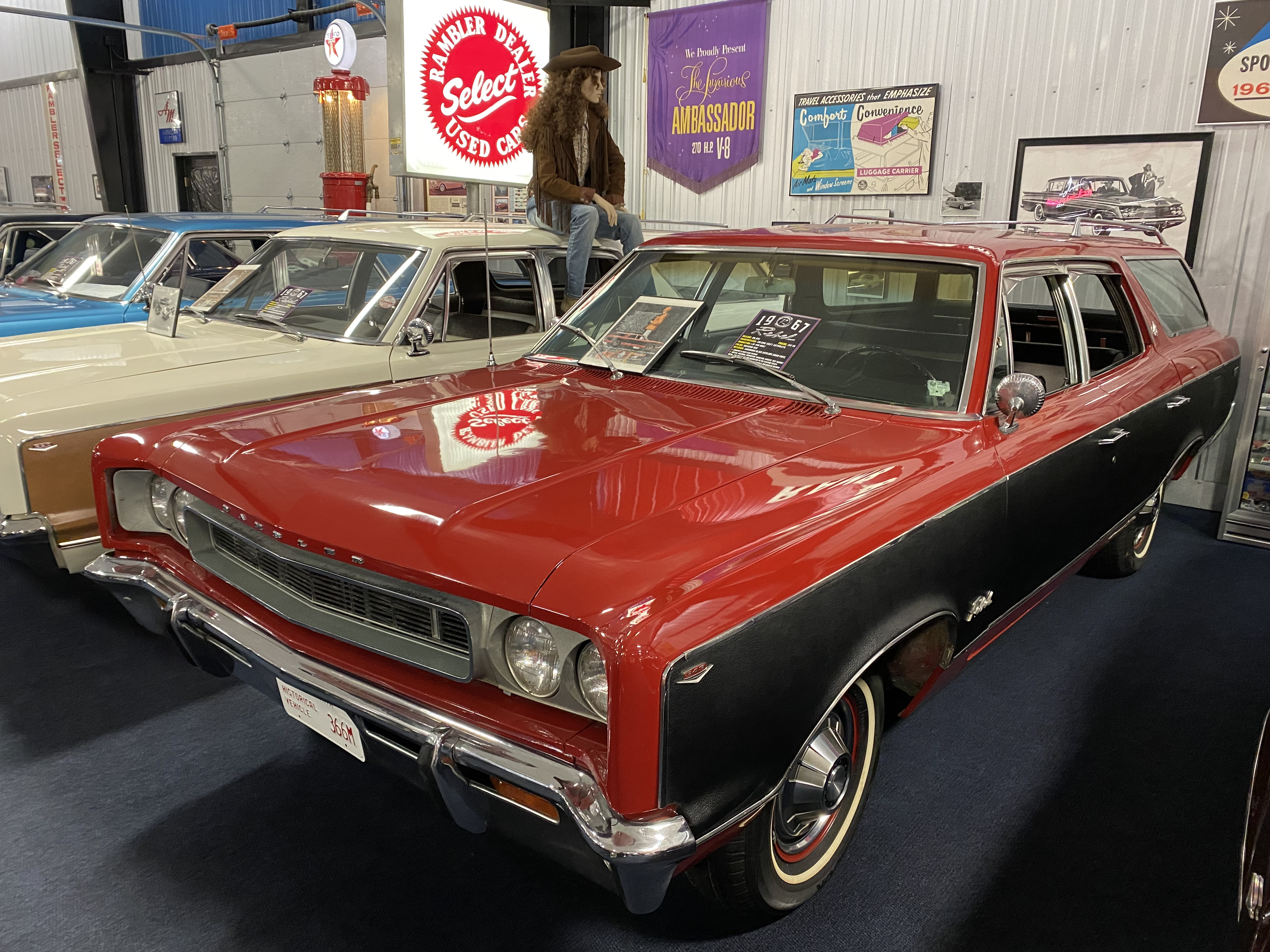
Rambler Rebel "Briarcliff" familiar

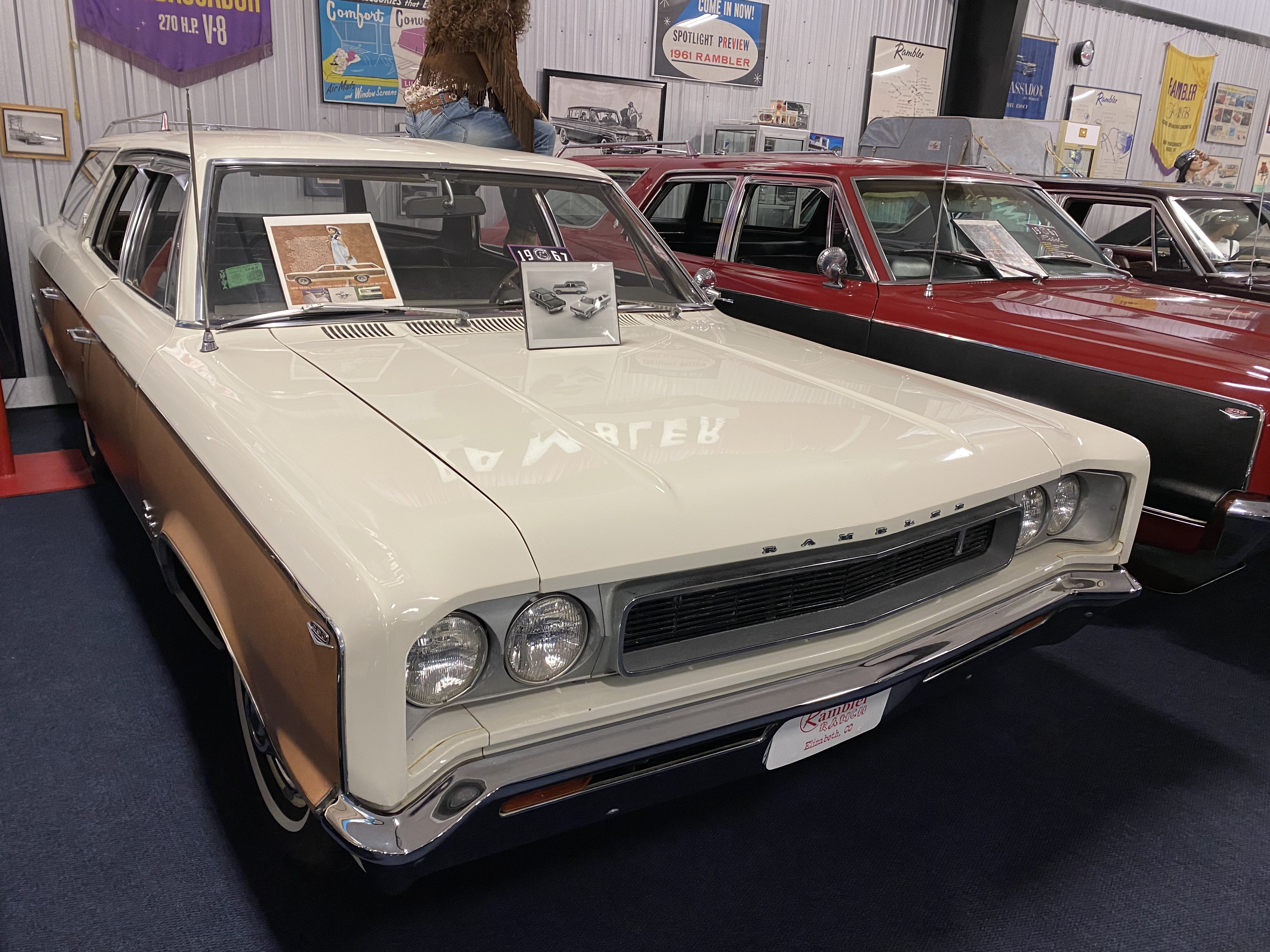
Rambler Rebel "Westerner" familiar

Todos los Rebel familiares regulares fueron denominados Cross Country por AMC. Durante el año modelo de 1967, AMC emitió una serie de tres versiones de familiares Rebel comercializadas especialmente, cada una con una apariencia única, y todas incluían un paquete de mejoras dinámicas y de confort.
Diseñados para estimular el interés en todos los productos de AMC y generar mayores ventas para la empresa, los familiares especiales se vendieron exclusivamente en determinadas áreas geográficas. Según el historiador automotriz James C. Mays, el programa regional de ventas de familiares fue un éxito y contribuyó a aumentar la confianza del público en el "luchador" fabricante de automóviles.
El equipo estándar en todos los familiares regionales incluía el motor V8 de 290 plg³ (4,8 L) (la versión de 343 plg³ (5,6 L) era opcional), transmisión automática, dirección asistida, frenos de tambor asistidos, así como resortes y amortiguadores reforzados. Cada uno presentaba un acabado interior y exterior distintivo:
- El Mariner (600 unidades) en pintura Barbados Blue con paneles laterales de la carrocería y puerta trasera tapizada en tablones de madera de teca blanqueados simulados, remarcados por estrechas franjas horizontales negras y un medallón de "ancla náutica". El interior presentaba anclas y estrellas que decoraban los paneles de refuerzo de gamuza azul oscuro de los asientos, que también tenían ribetes blancos y amplias inserciones plisadas horizontales de vinilo de grano de antílope azul medio. El Mariner se vendió en las regiones costeras de los Estados Unidos.[39]
- El Briarcliff (400 unidades) en pintura Matador Red con paneles laterales de la carrocería de negro y medallones "regios", así como su propio interior de vinilo negro "grano de antílope". El Briarwood se comercializó en los principales mercados del este y el sur.[39]
- El Westerner (500 unidades) en pintura Frost White con inserciones laterales de tablones de madera para el lateral de la carrocería y el portón trasero, así como un medallón "Pony Express". El interior presentaba vinilo marrón que simulaba cuero "ricamente labrado" en los asientos y paneles de las puertas en combinación con vinilo blanco granulado de antílope. El Westerner estaba disponible al oeste del río Misisipi.[39]

Cada versión incluía la tapicería y los paneles de las puertas del mismo color, los asientos reclinables ajustables individualmente, el volante deportivo, así como el espacio de carga alfombrado (de 91 pies cúbicos (2,6 m³)), un compartimento oculto con cerradura y una baca. Las placas de identificación regionales especiales estaban en el guardabarros trasero, además de los medallones distintivos en el pilar C.

### Raider
En 1969, se lanzó un Rebel hardtop de dos puertas denominado Raider, que se vendió solamente en New York y Nueva Jersey. La comercialización de estos automóviles se programó para coincidir con el Salón del Automóvil de Nueva York. Se construyeron 300 Raider y muchos formaron parte de una cabalgata de los concesionarios del área en la víspera del Salón. Todos los Raider estaban equipados con un motor V8 y transmisión automática, así como "colores alucinantes para elegir: verde eléctrico, mandarina y azul, que nunca has visto".
Este modelo limitado fue una prueba de mercado de los colores "Big Bad" de AMC a través de una campaña promocional regional liderada por los distribuidores. Los tonos brillantes se introdujeron en los modelos Javelin y AMX más tarde, a mediados del año. Otras características estándar del Raider incluían tapicería y alfombras negras, parrilla delantera negra, techo de vinilo negro, un volante tipo deportivo, radio AM, dirección asistida y servofreno. El precio total de los modelos Raider especiales se anunció en 2.699 dólares.

## Funny carsRebel

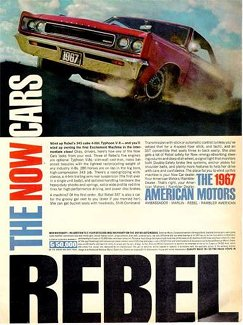
El anuncio de AMC de 1967 del Rebel muestra cómo la publicidad de la compañía intentó cambiar la percepción de que AMC solo fabricaba automóviles económicos

Bajo el liderazgo de Roy Abernethy, AMC observó tanto la letra como el espíritu de la resolución de prohibir a los fabricantes de automóviles el patrocinio en las carreras de coches, promovida por la Automobile Manufacturers Association (AMA) en 1957. Cuando las ventas de Rambler alcanzaron el tercer lugar en el mercado nacional, AMC continuó anunciando que la única carrera que le interesaba a la empresa era la carrera por la raza humana. Sin embargo, con la precaria situación financiera de AMC en 1966 después de su intento de igualar a los Tres Grandes de Detroit bajo la dirección de Roy Abernethy, la nueva gerencia revirtió la estrategia anti-carreras de AMC y decidió participar en los deportes del motor como un método para ganar exposición, publicidad y un imagen de rendimiento
El Director de Actividades de Alto Rendimiento de American Motors, Carl Chakmakjian, fue el encargado de que los automóviles AMC participaran en las carreras, lo que ayudaría a atraer a una base de clientes más jóvenes. En su "búsqueda de la gloria del cuarto de milla", AMC llegó en 1967 a un acuerdo de 1 millón de dólares (9 137 725 $ en 2015) con Grant Industries de Los Ángeles (un fabricante de sistemas de encendido y volantes), para construir el Grant Rambler Rebel, un "Funny Car" para competir en las clases National Hot Rod Association (NHRA) X/S (Experimental Stock) y Super Experimental Stock.
Cuando se le preguntó por qué la compañía decidió trabajar con AMC, el presidente de Grant, Grant McCoon, respondió: "Rambler es un buen automóvil y ya es hora de que alguien demuestre lo que puede hacer". La relación proporcionó a ambas empresas exposición y publicidad a nivel nacional. El automóvil tenía un chasis tubular RCS (de acero al cromo-molibdeno) con una distancia entre ejes de 122 pulgadas (310 cm) y un motor AMC V8 de 343 plg³ (5,6 L) ampliado a 438 plg³ (7,2 L) y preparado por Amos Satterlee. Con su sobrealimentador GMC 6-71 y su inyección de combustible Enderle, el motor producía hasta 1200 HP (895 kW; 1217 CV) a 9000rpm con una mezcla de alcohol y nitrometano. A partir de junio de 1967, el automóvil fue conducido por "Banzai" Bill Hayes y pintado de rojo con unas bandas tipo cunningham azules con estrellas blancas. Pronto, Hayden Proffitt se hizo cargo del programa de funny cars de Grant y corrió el Rebel en el cuarto de milla (402 m) desde parado en 8.11 segundos para alcanzar una velocidad punta de 180,85 mph (291,1 km/h).
Para la temporada de 1968, se construyó un nuevo automóvil y se le cambió el nombre a Grant Rebel SST y se pintó en rojo, blanco y azul, los nuevos colores corporativos de carreras de AMC. Con Hayden pilotando, el coche corrió regularmente en pistas de aceleración en el rango medio de ocho segundos y a velocidades punta de alrededor de 180 millas por hora (289,7 km/h). A finales de 1968, AMC abandonó las carreras de funny cars para concentrarse en su nuevo pony car, el Javelin, en las carreras SCCA Trans Am, mientras que Proffitt se retiró de la competición durante algunos años.
En 1968, Ron Rosenberry condujo el King Rebel de Ted McOsker usando un motor Chrysler Hemi y obtuvo un mejor tiempo de 9.58 segundos y una velocidad punta de 148,02 mph (238,2 km/h) en el cuarto de milla.

## The Machine
La versión muscle car más reconocible del AMC Rebel se denominó The Machine y estuvo disponible para el año modelo de 1970, tras el éxito del SC/Rambler de 1969. En su versión más reconocible, estaba pintado de blanco con una gran franja azul en el capó y acentuado con franjas reflectantes rojas, blancas y azules llamativas (hechas por 3M) en la parte delantera, los costados y la parte trasera.

### Prototipos delmuscle car
Propuesto por primera vez en junio de 1968, el automóvil debía haber sido un cupé Rebel de 1969 con acabado en negro y neumáticos gruesos, sin rayas, ni alerones, pero con un aspecto agresivo. El modelo propuesto incluía la calcomanía "The Machine" en la parte trasera (que se convirtió en un elemento de serie), así como un logotipo de "fab gear" en el guardabarros delantero.
Sin embargo, el equipo de ingeniería de AMC produjo un intento incluso anterior de un muscle car basado en el Rebel: un coche de dos puertas de 1967 construido como un "proyecto" de desarrollo para realizar pruebas de carburación, así como opciones de rendimiento de los componentes del "Grupo 19". El automóvil fue reequipado con un motor V8 de 390 plg³ (6,4 L) modificado que rendía unos 500 HP (373 kW; 507 CV), "capaz de funcionar el entorno de los 11 segundos en el cuarto de milla". El automóvil se consideró un dragster legal, de acuerdo con las reglas y regulaciones de la National Hot Rod Association (NHRA) y de la American Hot Rod Association (AHRA) vigentes durante esos años. The Machine se terminó con la pintura de colores rojo, blanco y azul característica de AMC, aunque la distribución de las bandas no era la misma que en otros coches de carreras desarrollados o respaldados por AMC.

### Características de rendimiento

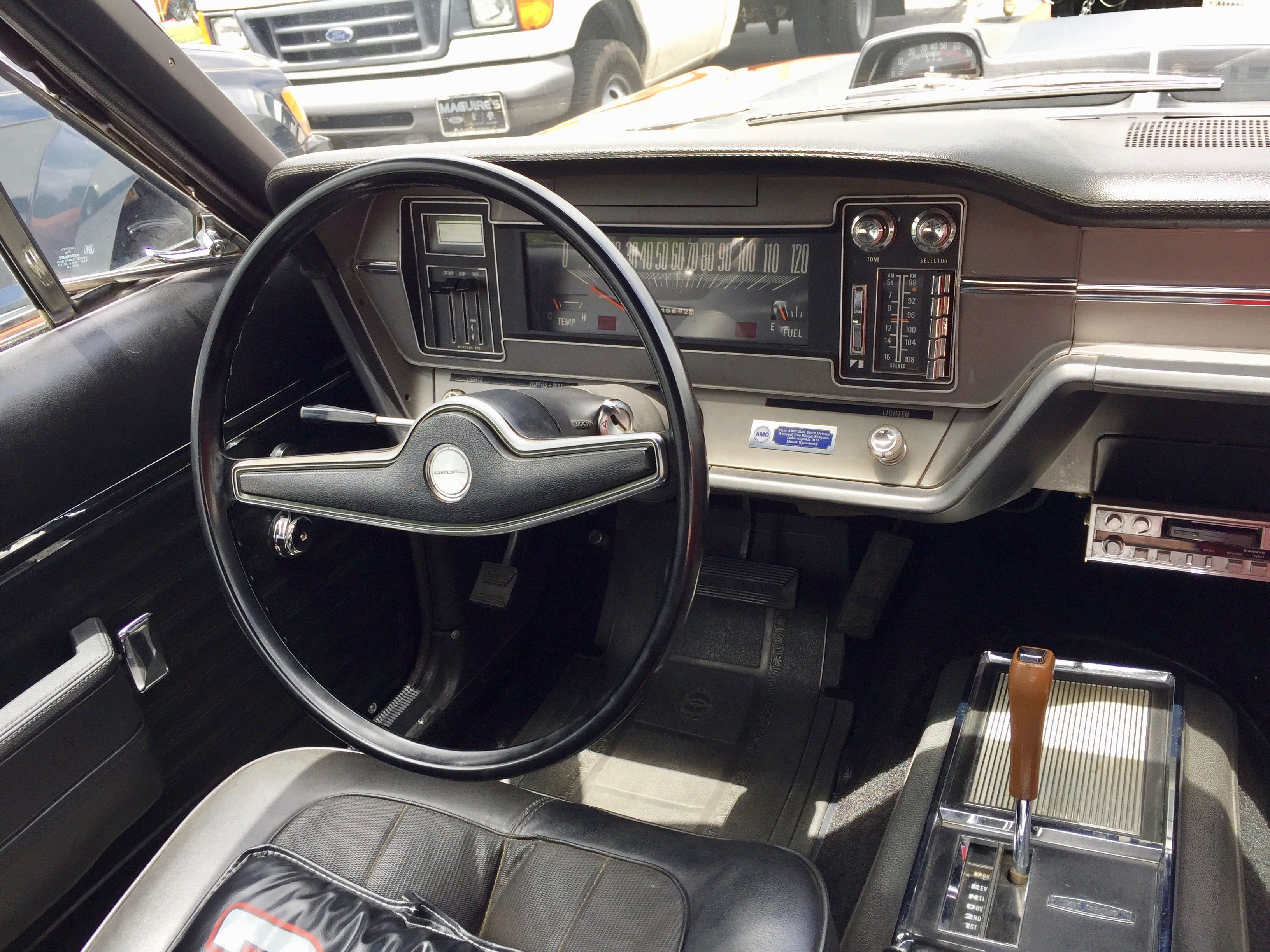
Tacómetro exterior sobre el capó de un The Machine (por detrás de la escobilla del limpiaparabrisas)

El vehículo de alto rendimiento de American Motors hizo su debut oficial el 25 de octubre de 1969, en Dallas; el lugar de las Finales de Carreras de Arrastre del Campeonato Mundial de la National Hot Rod Association. El Rebel The Machine, presentado como un coche de "efecto halo" para llamar la atención sobre la marca, fue clasificado de fábrica en 10.7 libras por caballo de fuerza, situándolo en la clase F-stock de la NHRA. La campaña de publicidad introductoria consistió en diez vehículos (cinco con transmisión automática y cinco con transmisión manual de cuatro velocidades) que fueron conducidos desde la fábrica en Kenosha, Wisconsin hasta Dallas, Texas y corrieron en las condiciones en que llegaron. Había cuatro coches en la pista que funcionaron perfectamente durante el día de la prensa en el ahora desaparecido circuito de Dallas Internacional. Posteriormente, todos estos coches se promocionaron en muchas otras pistas de carreras y, posteriormente, se vendieron como vehículos usados de acuerdo con la política corporativa de AMC. El objetivo del fabricante de automóviles era que cada distribuidor de AMC tuviera un Rebel The Machine en sus salas de exhibición para atraer a clientes potenciales que no eran de AMC para que pudieran conocer los otros modelos. Los concesionarios más exitosos en realidad compitieron con los coches en las pistas de carreras locales.
The Machine se desarrolló a partir de una colaboración entre Hurst Performance y AMC, pero a diferencia del compacto SC/Rambler, no hubo una conexión oficial entre las dos partes una vez que comenzó la producción. El propulsor estándar en The Machine era el motor AMC V8 de 390 plg³ (6,4 L) y 340 HP (254 kW; 345 CV) a 5100 rpm y 430 lb·pie (583 N·m) de par a 3600 rpm. Venía con culatas especiales, y con las válvulas, los árboles de levas y la admisión y el escape rediseñados. Este fue el AMC más potente autorizado para circular por la calle, equipado con los componentes necesarios para asegurar características de rendimiento sobresalientes sin incurrir en costos unitarios desproporcionados. El motor era alimentado por un carburador Motorcraft de 4 cuerpos con una relación de compresión de 10.0:1 que requería gasolina con un alto octanaje.
The Machine presentaba una gran toma de aire en el capó, que estaba pintada de azul eléctrico (código B6) con un tacómetro grande visible para el conductor integrado en un carenado elevado en la parte trasera del capó. Las primeras tomas de aire eran de capas de plástico reforzado con vidrio, mientras que las instaladas en The Machine después del 1 de enero de 1970 estaban moldeadas por inyección y eran de mayor calidad. La suspensión reforzada se mejoró con los resortes de un modelo familiar en la parte trasera (con un índice de carga más alto), que le dan al automóvil una apariencia inclinada. El estándar era una transmisión manual de cuatro velocidades Borg-Warner T-10 con una palanca de cambios Hurst en el piso, con relaciones de transmisión del eje trasero de 3.54:1 o de 3.91:1 en el diferencial "Twin-Grip", así como frenos de disco eléctricos, ruedas anchas E60x15 Goodyear Polyglas con letras blancas montadas sobre llantas de 15 pulgadas (381 mm) x 7 pulgadas (178 mm) de acero estilo mag "Machine", y un interior negro con asientos baquet y un reposabrazos central tapizado en vinilo rojo, blanco y azul.

### Ruedas delThe Machine

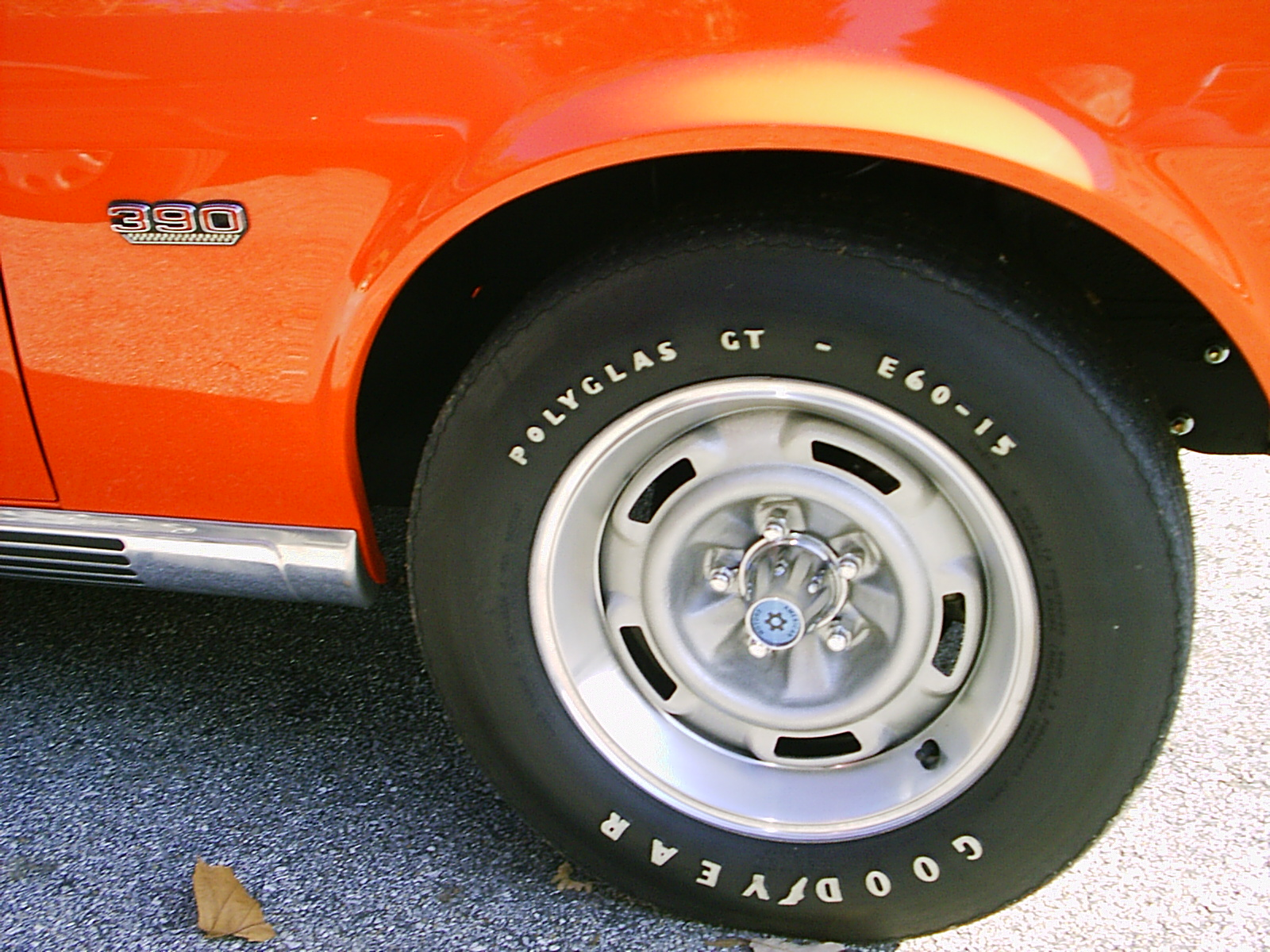
The Machine: rueda opcional en un AMX de 1970

Entre sus características de rendimiento estándar, todos los modelos de The Machine incluían un juego especial de ruedas con la apariencia de llantas de aleación fundida, gracias a unas escamas de metal plateado con una textura rugosa que les daban un aspecto parecido al del magnesio. AMC los describió como "ruedas de carretera con estilo de 15 pulgadas" en folletos y catálogos. Los entusiastas de marca las llamaban "ruedas de the Machine". Venían con una tapa central cromada adornada con un disco azul con un icono de engranaje en el centro y las palabras "American Motors" a su alrededor. Las llantas de 15 pulgadas (381 mm) x 7 pulgadas (178 mm) fueron fabricadas por Kelsey-Hayes. Tenían cinco ranuras de enfriamiento angostas colocadas encima de las bandas estampadas alrededor del centro de la rueda. El anillo de ajuste es inusual porque no se superpone al borde (para permitir que se coloquen contrapesos para equilibrar las ruedas) y se ajusta a presión de forma permanente.
Las ruedas tipo "The Machine" también eran opcionales en los modelos AMX y Javelin de 1970 hasta el año modelo 1972, así como parte del "Paquete Go" en los Javelin AMX de 1971 y 1972, después de lo cual se sustituyeron por unas llantas rally de acero ranuradas de 15x7 pulgadas más convencionales.

### Mercadotecnia
Cartas enviadas a revistas como Hot Rod se burlaban de que The Machine no era tan rápido como un Chevrolet Corvette con un motor de 427 plg³ (7 L) o a un coche con un motor Chrysler Hemi, pero que su propietario superaría a un "Volkswagen Escarabajo, a un lento tren de mercancías, o al Cadillac de su padre". Sin embargo, numerosas actualizaciones eran estándar para hacer de cada The Machine un potente vehículo llave en mano para las carreras de aceleración. En contraste con la falta de opciones en el SC/Rambler, los compradores del The Machine podían pedir numerosos extras, como sustituir el cambio manual por una transmisión automática con "empuñadura de pistola" montada en la consola central por 188 dólares, agregar el control de crucero por 60, un volante inclinable ajustable por 45 e incluso el aire acondicionado estaba disponible por un costo adicional 380 dólares. (098) Además, los concesionarios de American Motors vendieron numerosas piezas de mejora de rendimiento, como un engranaje increíblemente rebajado de relación 5.00:1 "para los tipos de carreras de resistencia". Un "kit de servicio" opcional por 500.00 dólares permitía que el motor superara los 400 HP (298 kW; 406 CV) y redujo su marca en el cuarto de milla de 14,4 con el carburador Autolite de fábrica (y el comportamiento estándar de salto de la rueda trasera a la máxima aceleración desde parado) a 12,72 segundos.
El vicepresidente de ventas de American Motors, Bill Pickett, describió el Rebel The Machine como "otro automóvil orientado a los jóvenes". La compañía describió que "el comprador de superdeportivos suele ser joven, relativamente rico y tiene una "conciencia crítica" del estilo exterior. Al mismo tiempo, quiere ser tratado como un individuo y destacar entre la multitud. El distintivo trabajo de pintura del Rebel The Machine, la actitud despreocupada con el morro hacia abajo y las características de rendimiento obvias permiten que el comprador de un superdeportivo exprese su identidad o, en las palabras de hoy, 'Haz lo tuyo'. Ser diferente de la multitud hoy en día no significa necesariamente estar en contra de algo, sino más bien en reforzar ciertas ideas específicas. Anticipamos que The Machine se identificará con esta nueva marca de alguien que se manifiesta por algo". El fabricante de automóviles afirmó en su promoción de mercado que "The Machine no es tan rápido", pero que el automóvil era capaz de "competir con muchos automóviles potentes de los tres grandes (General Motors, Ford y Chrysler)". Según un artículo retrospectivo de "Motor Trend", The Machine era el automóvil mejor preparado para las carreras de aceleración del grupo que probaron. The Machine podía pasar de 0 a 60 mph en solo 6,4 segundos, una demostración meritoria incluso hoy en día. Su velocidad máxima era de 127 mph (204,4 km/h).
El precio recomendado del fabricante era de 3.475 dólares (27 264 $ de 2015). Después de la tirada inicial de 1000 unidades con su identidad distintiva y fácilmente reconocible, The Machine estaba disponible en otros colores sin las rayas, con una capota oscurecida. Un esquema de pintura único para este modelo era el "Frost White" con un capó negro mate (códigos de pintura: 72A-8A), con solo tres unidades fabricadas. Otra versión exclusiva llegó en "Big Bad Green" con al menos trescoches fabricados y posiblemente solo un automóvil original documentado de fábrica conocido restante. El esquema de equipamiento original se convirtió en una opción por 75 dólares. En 1970 se construyeron un total de 2.326 unidades del Rebel The Machine. Con este coche, "AMC había adquirido la reputación de ser capaz de crear máquinas llamativas y de alto rendimiento a un precio sorprendentemente bajo".
Según el ex editor de la revista Motor Trend, antes de que BMW usara el eslogan "La máquina de conducción definitiva", American Motors denominó a su modelo de alto rendimiento simplemente como The Machine, un coche que merece ser considerado entre los mejores de todos los tiempos.
La opción The Machine se ofreció nuevamente como un paquete para el Rebel rediseñado de 1971, el AMC Matador.

## Descapotables

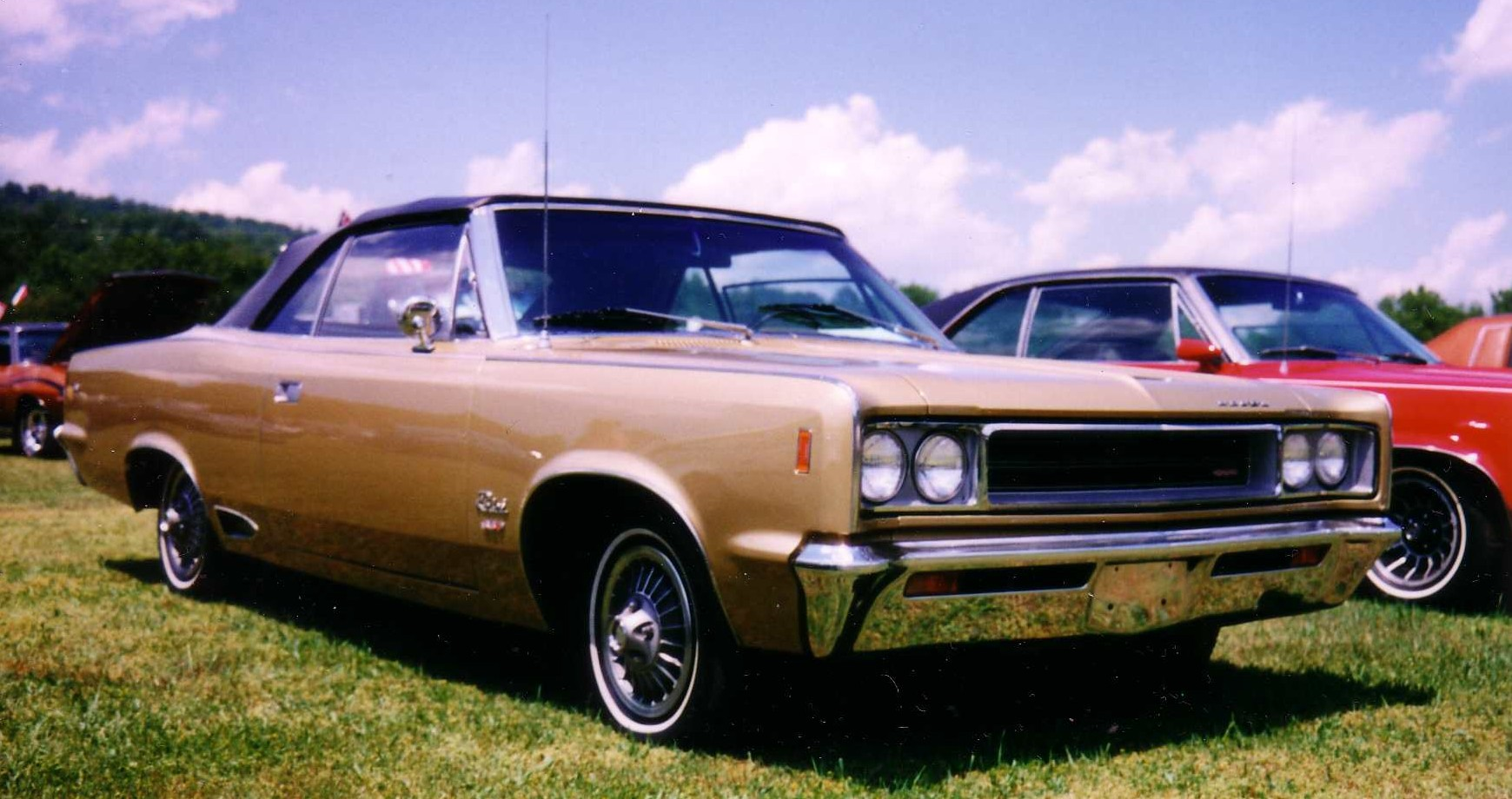
Rebel SST convertible de 1968

Durante el año modelo de 1967, American Motors produjo un total de 1.686 convertibles Rambler Rebel, todos del modelo SST con acabado superior. El funcionamiento automático de la capota era estándar, y su nuevo diseño presentaba un aspecto "estilizado" que se mezclaba suavemente con la parte inferior de la carrocería. El nuevo mecanismo de plegado de "pila dividida" también permitió una altura de pila más baja con la parte superior plegada hacia abajo, así como un asiento trasero de ancho completo con espacio para tres pasajeros.
Para 1968, se eliminó el nombre de Rambler y se ofrecieron dos versiones convertibles en la línea Rebel. Se produjeron un total de 1.200 (823 en la versión SST y 377 unidades en el modelo base 550). Dado que los convertibles de las series Rambler American y Ambassador se abandonaron después de 1967, los Rebel de 1968 fueron los únicos modelos abiertos fabricados por AMC aquel año. Este también fue el último año para los convertibles AMC, hasta que este estilo de carrocería se agregó al compacto Renault Alliance en 1985.

## Otros mercados
El AMC Rebel se produjo bajo licencia por distintas empresas fuera de los Estados Unidos y Canadá. En estos mercados, "el Rebel seguía siendo el epítome del sedán estadounidense moderno producido en masa".

### Australia

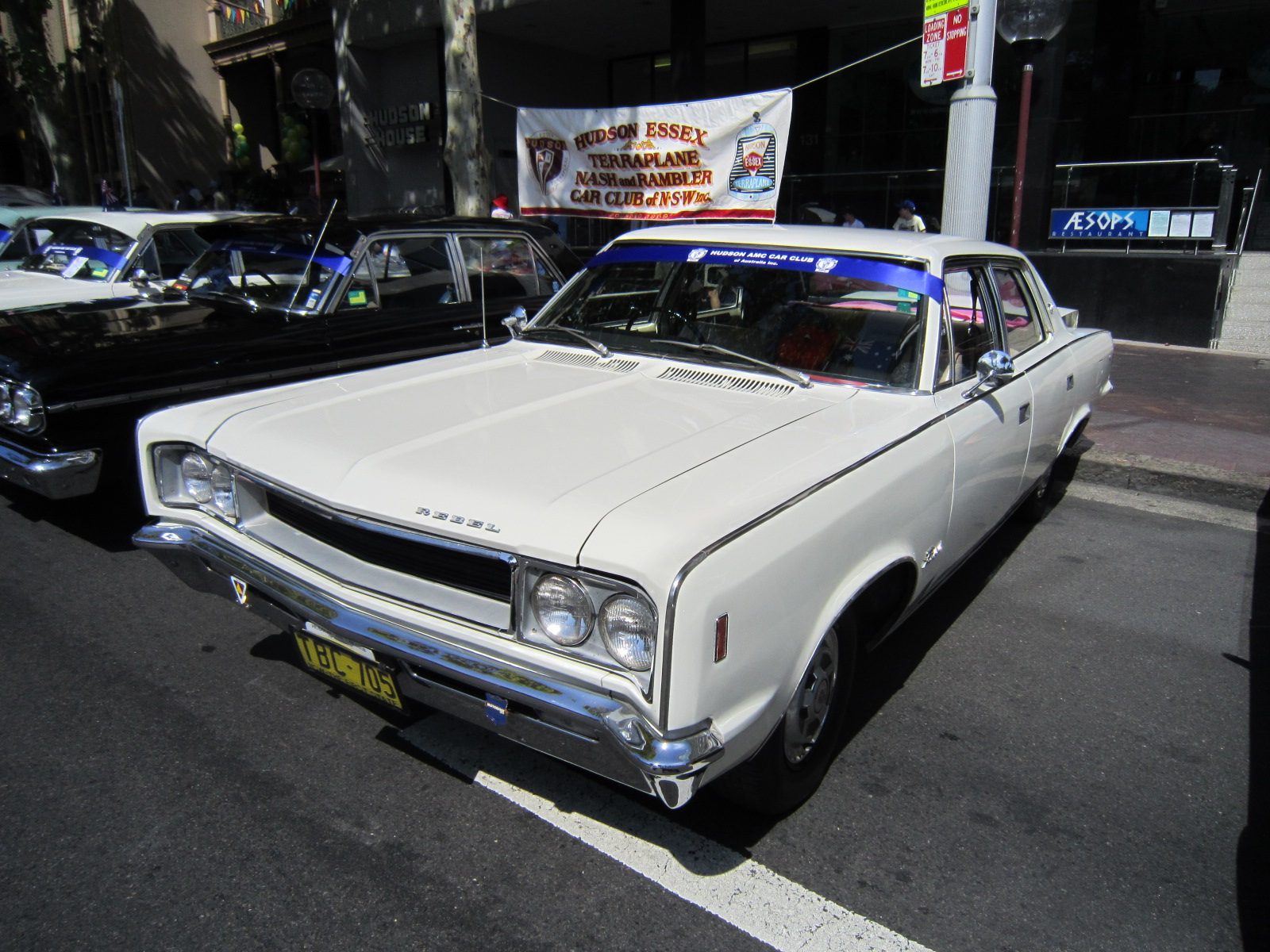
Rambler Rebel de 1968 ensamblado en Australia con el volante a la derecha

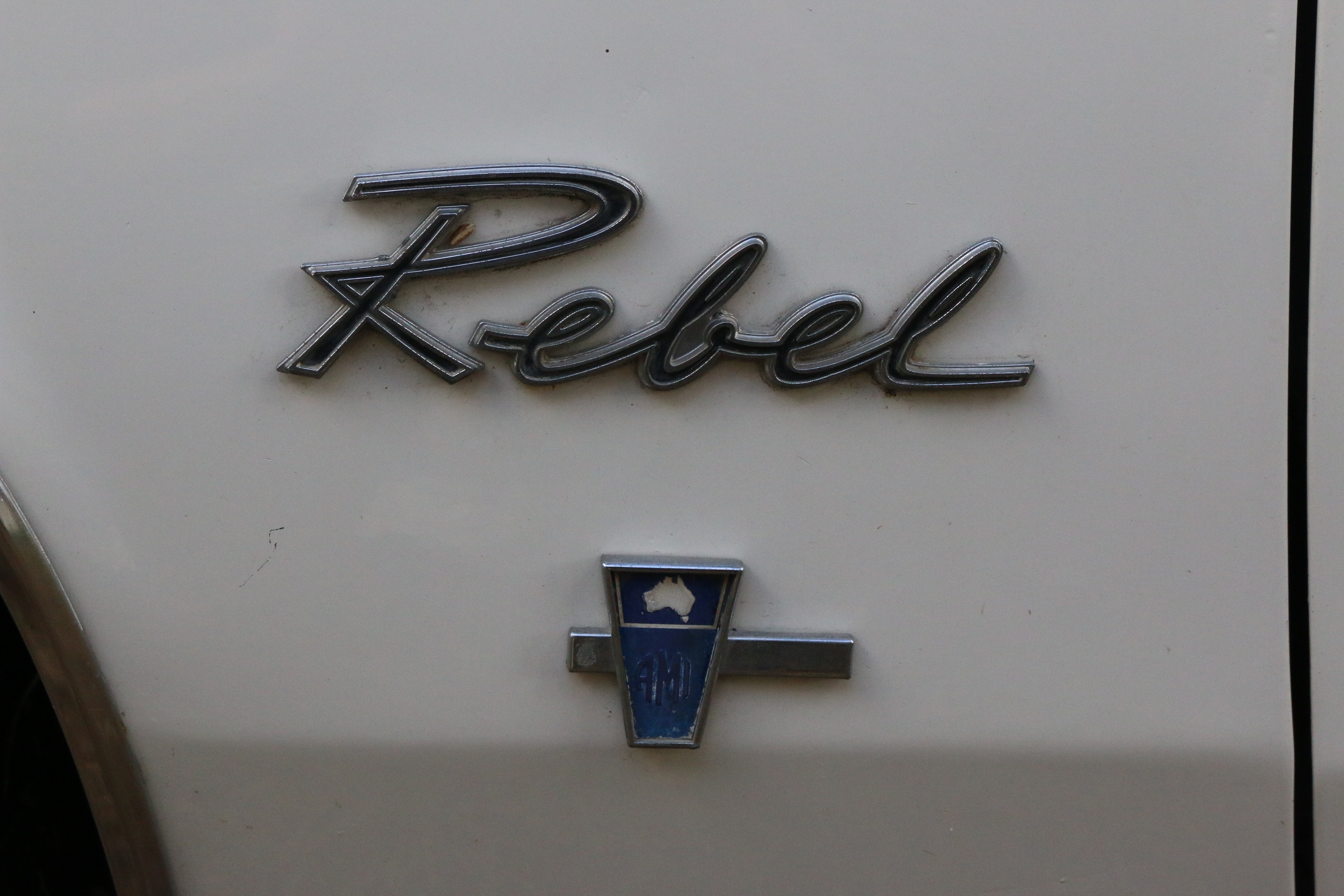
La insignia estándar de AMI reemplazó a la original en todos los Rebel construidos en Australia

El sedán Rebel de 4 puertas y el modelo familiar fueron ensamblados a partir de kits de montaje por Australian Motor Industries (AMI) en Port Melbourne (Victoria). AMI ensamblaba vehículos AMC desde 1960.
Los coches tenían el motor, la transmisión, la suspensión delantera, el eje trasero y las puertas instalados en Kenosha, Wisconsin, y se construyeron con el volante a la derecha. Otras piezas se empaquetaron y enviaron dentro del propio vehículo para su ensamblaje final en Australia.
Los tableros con el volante a la derecha del Rebel utilizados en todos los mercados de exportación eran la imagen en un espejo del tablero del Ambassador de 1967, con el paquete de instrumentos de dos diales en lugar del tablero norteamericano y el velocímetro rectangular. AMC usó originalmente este tablero Ambassador que ensamblaron para el Servicio Postal de los Estados Unidos durante 1967 (encargados con el volante a la derecha) y se usó a partir de entonces en todos los Rebel y Matador de países en los que se circulaba por la izquierda.
Los modelos australianos debían tener luces indicadoras traseras ámbar procedentes del mercado de accesorios instaladas en la tapa del maletero hasta 1969 y lentes ámbar detrás de las lentes transparentes de marcha atrás en los modelos a partir de 1970, ya que los indicadores rojos intermitentes estaban prohibidos en Australia. Así mismo, muchas otras piezas y componentes, como frenos, asientos, alfombras, luces, o el sistema de calefacción se adquirieron localmente para obtener rebajas en los aranceles. Dado que AMI también ensamblaba vehículos Toyota, algunas piezas utilizadas en los AMI Rebel tenían origen Toyota.
Para el modelo de 1970, todos los Rebel australianos venían con el nuevo motor AMC V8 de 360 plg³ (5,9 L) y transmisión automática Borg-Warner de 3 velocidades.
Aunque AMC dejó de producir el Rebel después de 1970, en Australia se continuó ensamblando el modelo de 1970 hasta octubre de 1971, cuando fue reemplazado por el sedán AMC Matador.
Las variantes de 2 puertas del Rebel no se comercializaron en Australia.
Las insignias de nivel de equipamiento diferían de los modelos estadounidenses. El logotipo estándar de AMI se instaló donde figuraba la insignia del nivel de equipamiento en los guardabarros delanteros. Para el modelo de 1970, la insignia del guardabarros se eliminó por completo y, en su lugar, se colocó una insignia con el rótulo "Rambler" en la parte delantera de los guardabarros (debajo de la lente de la luz de posición lateral). Dado que la insignia AMI ocupaba el lugar de la insignia de la cilindrada del motor, las insignias "360" se trasladaron a los guardabarros traseros.
Los registros de unidades del Rebel montadas en Australia fueron:
- 1967: 864 sedanes, 132 familiares
- 1968: 601 sedanes, 114 familiares
- 1969: 561 sedanes, 109 familiares
- 1970: 345 sedanes, 71 familiares
- 1971: 307 sedanes. En 1971 se registró una mezcla de familiares Rebel y Matador para un total de 64 unidades.[86][87]

Tanto el Rebel como el Matador posterior se vendieron en Australia bajo la marca Rambler, a pesar de que AMC suspendió el uso de la marca Rambler desde el año modelo de 1968. El Matador se vendió en Australia hasta 1977.
AMI también actuó como distribuidor estatal de los Rambler para el territorio de Victoria. Para Nueva Gales del Sur fueron suministrados por la empresa de Sídney Grenville Motors Pty Ltd, que también era el distribuidor estatal del Rover y Land Rover. Grenville, que estaba en comunicación directa con AMI, controlaba una red de distribuidores de Sídney y del territorio de Nueva Gales del Sur. Las ventas en el Territorio de la Capital Australiana fueron administradas por Betterview Pty Ltd en Canberra. Annand & Thompson Pty Ltd en Brisbane distribuyó vehículos Rambler para Queensland. Las ventas de Australia Meridional fueron administradas por Champions Pty Ltd en Adelaida. Premier Motors Pty Ltd en Perth distribuyó los Rambler para Australia Occidental y Heathco Motors en Launceston distribuyó vehículos Rambler para Tasmania.

### Costa Rica
Los Rebel se ensamblaron en Costa Rica a partir de kits montados por Purdy Motor en San José. Esta compañía había adquirido los derechos de franquicia para comercializar los vehículos de American Motors en 1959 y había importado coches completos a Costa Rica, pero no fue hasta 1964 cuando las leyes costarricenses permitieron el ensamblaje local de vehículos. Purdy Motor construyó una planta de ensamblaje en 1965 y el primer Rambler fabricado localmente fue un Rambler Classic 660 de 1964 que salió de la línea de producción a finales de 1965. El nuevo Rebel de 1967 se ensambló hasta el final de la producción, seguido por su reemplazo, el Matador de 1971. Purdy Motor ensambló vehículos AMC hasta 1974, cuando vendió sus derechos a otra empresa.
Al igual que con otros mercados de exportación, el Rebel se comercializó en Costa Rica con la marca Rambler incluso después de que AMC retirara la marca en su mercado local después de 1967.

### Europa

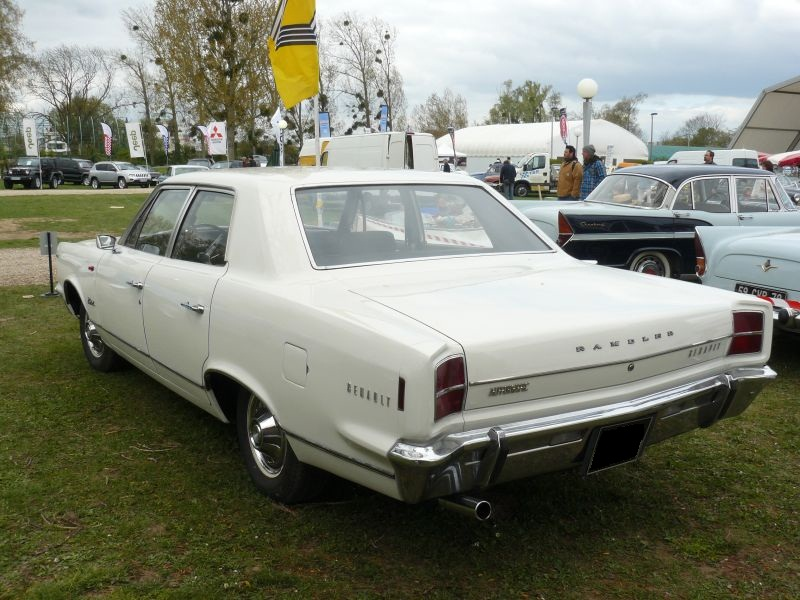
Renault Rambler Rebel sedán de 1967

En virtud de un acuerdo de asociación desarrollado en 1961 con Renault, los vehículos de American Motors se ensamblaron en Haren (Bélgica) a partir de kits completos desmontables. Al igual que con el Rambler Classic anterior ensamblado localmente, el nuevo Rebel de 1967 continuó comercializándose como el Rambler Renault disponible como modelos sedán y hardtop. Los nuevos diseños de 1967 fueron vendidos por los concesionarios Renault en Argelia, Austria, Bélgica, Francia, los Países Bajos y Luxemburgo.
Los Rambler sirvieron como automóviles ejecutivos en la línea de productos de Renault, pero el diseño completamente nuevo era un automóvil más grande y con más potencia que el Rambler Classic anterior, y ya no era adecuado para los regímenes fiscales de los automóviles europeos o las condiciones de las carreteras. Los modelos de 1967 tenían un precio de 20 a 25% más que el del año anterior; por lo tanto, la producción terminó en el verano de 1967.
Después de que Renault cesó la producción del Rebel en Europa, las operaciones comerciales entre AMC y Renault continuaron en Argentina a través de Industrias Kaiser Argentina (IKA), empresa de la que Renault tomó el control en 1967. Bajo su acuerdo de sociedad con AMC, IKA había ensamblado modelos Rambler desde 1962, incluido el Rambler Ambassador hasta 1972. Renault compró IKA en 1970 y la fábrica de Santa Isabel en Córdoba pasó a llamarse Renault Argentina S.A. en 1975.

### México
American Motors tenía propiedad parcial de Vehículos Automotores Mexicanos (VAM), y las instalaciones mexicanas producían modelos AMC Rebel equivalentes a los producidos en Estados Unidos. Las regulaciones mexicanas exigían que los vehículos VAM tuvieran al menos un 60 % de piezas de origen local. Los automóviles VAM de gran tamaño solo se produjeron bajo licencia de 1967 hasta 1970 con dos estilos de carrocería, uno de techo rígido de dos puertas llamado Rambler Classic SST y un sedán de cuatro puertas llamado Rambler Classic 770, y no había otros niveles de equipamiento o designaciones disponibles. El automóvil fue la entrada de VAM en el segmento de lujo del mercado automotriz mexicano en contraste con sus otras líneas que se enfocaban en la economía. El VAM Classic representó el modelo insignia de la compañía, tratamiento que en Estados Unidos se le dio a los modelos AMC Ambassador.
Además de diferentes nombres de modelos y conceptos de publicidad de mercado, las versiones mexicanas adaptaron los motores AMC I6 a las condiciones locales. También vinieron con interiores más lujosos en comparación con sus modelos homólogos vendidos en los Estados Unidos y Canadá. El motor estándar fue el I6 de 232 plg³ (3,8 L) y 155 HP (116 kW; 157 CV) con carburador de dos cuerpos desde 1967 hasta 1969, aunque el Rambler Classic SST tenía la opción a principios de 1969 del propio I6 de VAM con una cilindrada de 252 plg³ (4,1 L), que se convirtió en equipo estándar varios meses más tarde ese año. Desde 1970, ambas versiones estaban equipadas con el I6 de VAM de 252 plg³ (4,1 L) y 170 HP (127 kW; 172 CV) con un carburador Carter de dos cuerpos, relación de compresión 9.5:1 y árbol de levas de 266 grados de fábrica. Los coches estaban restringidos a una transmisión manual de tres velocidades en 1967 y 1968, pero a partir de 1969 estuvieron disponibles con una transmisión automática opcional de tres velocidades montada en la columna del volante, lo que convirtió al Rambler Classic en el segundo VAM de producción regular en ofrecer una transmisión automática después del Javelin el año anterior. Las relaciones de transmisión traseras incluyeron 3.73:1 para 1967 y 3.54:1 para el resto de años. Los cambios cosméticos externos en el VAM Rambler Classic fueron en su mayoría los mismos que en los Rebel del mercado estadounidense y canadiense.
Ambos Rambler Classic, basados en el VAM Rebel, incluyeron casi el mismo equipo entre los dos estilos de carrocería con solo unas pocas excepciones. La mayor diferencia estaba en los asientos delanteros. El Classic 770 vino con un asiento corrido de ancho completo, mientras que el Classic SST tenía asientos ajustables individualmente, aunque algunos de los hardtop venían con un banco corrido delantero. Las características estándar incluían ventilación continua, salidas de aire abatibles en las puertas delanteras, frenos de tambor en las cuatro ruedas, ventilador de refrigeración rígido de cuatro aspas, espejo retrovisor de día y noche, limpiaparabrisas eléctricos de dos velocidades, lavaparabrisas eléctricos, volante de lujo, reloj, velocímetro de 200 km/h, encendedor de cigarrillos, cenicero delantero, radio AM Motorola con antena, guantera con cerradura, luces de cortesía, ceniceros traseros dobles, cuatro reposabrazos laterales, cinturones de seguridad delanteros de dos puntos, ganchos para ropa dobles, luces de techo dobles en los pilares C (excepto el sedán de 1969–1970), luz de techo única en el forro del techo (solo el sedán de 1969–1970), descansabrazos plegable integrado al respaldo del asiento trasero, paquete de molduras brillantes, cubiertas de ruedas de lujo, luces de marcha atrás, luces direccionales, y espejo remoto del lado del conductor. El equipo opcional para ambos modelos incluía frenos de tambor eléctricos (estándar con transmisión automática), dirección asistida, transmisión automática (no disponible en 1967 y 1968), espejos exteriores controlados a distancia para el conductor y el pasajero, calentador con desempañador delantero, protectores de parachoques con revestimiento de goma, tubos de parachoques y una tapa de gasolina con cerradura, entre otros. Las ventas del estilo de carrocería de techo rígido de dos puertas disminuyeron en 1970.
Los modelos Rambler Classic basados en el Rebel nunca estuvieron disponibles en México como sedán de dos puertas, convertibles de dos puertas o familiares de cuatro puertas. Los modelos Rebel The Machine tampoco estaban disponibles bajo VAM, aunque vendría un equivalente en 1972 en la forma del hardtop denominado VAM Classic Brougham.

### Nueva Zelanda

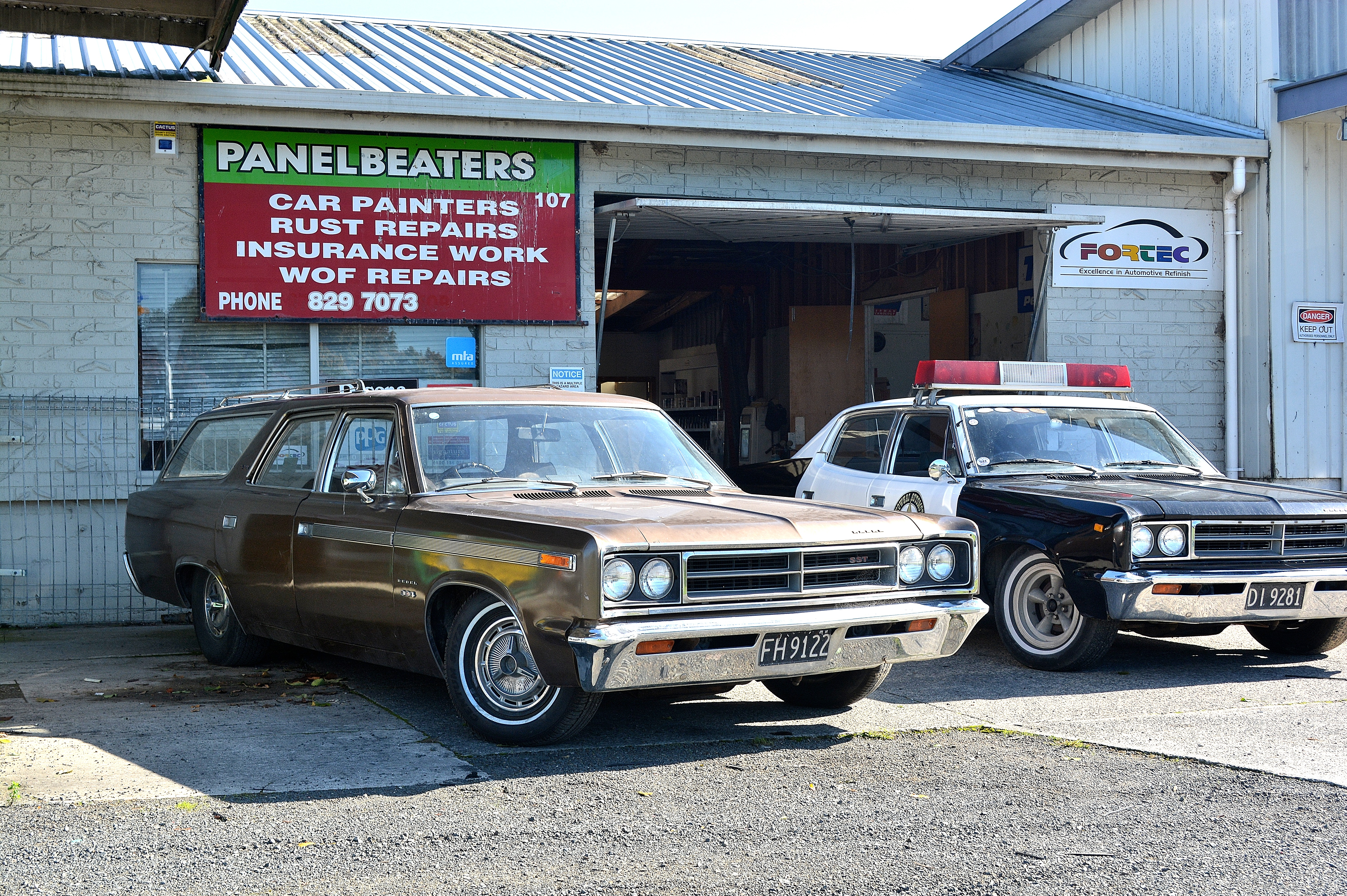
Rambler Rebel familiar y sedán neozelandeses de 1970

Los sedanes Rebel de cuatro puertas con volante a la derecha fueron ensamblados por Campbell Motor Industries (CMI) en Thames (Nueva Zelanda), a partir de kits semidesarmados enviados desde Kenosha. La empresa matriz de CMI, Campbell Motors, también importó familiares y hardtop Rebel completamente construidos directamente de AMC con el volante a la derecha.
Al igual que en Australia, los sedanes se construyeron en la planta de AMC con el volante a la derecha, motor, transmisión, suspensión delantera, eje trasero y puertas ya instaladas. Otras partes se empaquetaron y enviaron dentro del automóvil para el ensamblaje final en Nueva Zelanda, incluidos los asientos y las molduras. Todos los Rebel de Nueva Zelanda venían con el motor AMC de seis cilindros y 232 plg³ (3,8 L) hasta el modelo de 1970. Todos los modelos de 1970 venían con el motor AMC V8 de 304 plg³ (5 L) y transmisión automática. Al igual que en todos los modelos AMC con el volante a la derecha, se reutilizó el tablero y el paquete de instrumentos del Ambassador con volante a la derecha construido para el Servicio Postal de los Estados Unidos en 1967.
Si bien los kits desmontables eran los mismos que se usaban en Australia, los modelos de Nueva Zelanda eran más "estadounidenses" que los modelos australianos, ya que las leyes australianas requerían más contenido local para obtener concesiones arancelarias. Por ejemplo, los modelos de Nueva Zelanda venían de EE. UU. con asientos, paneles de puertas y parasoles, mientras que todos estos elementos se suministraron localmente en los modelos australianos. Los Rebel de Nueva Zelanda compartían las mismas lentes de indicador de dirección ámbar que los modelos estadounidenses, mientras que los construidos en Australia estaban equipados con lentes transparentes. La ley australiana prohibía el uso de intermitentes traseros rojos, mientras que en Nueva Zelanda estaban permitidos. Los Rebel australianos nunca recibieron insignias de nivel de equipamiento, mientras que los de Nueva Zelanda recibieron la insignia "770" hasta 1969 y la insignia "SST" para los cupés importados y familiares equipados con el motor V8. Los modelos de 1970 conservaron la insignia de guardabarros "Rebel" de EE. UU., con la insignia "304" directamente debajo.
AMC suministró solo tres colores interiores para los kits de Nueva Zelanda: verde, azul o marrón. Los colores externos locales ofrecidos fueron "Hialeah Yellow", "Mosport Green", "Bayshore Blue", "Frost White" y "Moroccan brown".
CMI ensambló un total de 590 sedanes Rebel, y se importaron completos 177 familiares y hardtop adicionales. Los registros de los Rebel en Nueva Zelanda (incluidas las importaciones fabricadas en EE. UU.) fueron:
- 1967: 228
- 1968: 156
- 1969: 136
- 1970: 147
- 1971: 100[103]

Nueva Zelanda no recibió kits desmontables para el sedán Rebel de EE. UU. de 1969; CMI simplemente volvió a ensamblar el modelo de 1968 para 1969, pero con un tablero de chapa de nogal y un marco hecho a medida, proveniente del Reino Unido. Los familiares y cupés de 1969 importados eran verdaderos modelos de 1969. Mientras que el Rebel cesó la producción a finales de 1970 en América del Norte, CMI en Nueva Zelanda continuó ensamblando el Rebel de 1970 durante 1971 e incluso en 1972. Los modelos de 1970 ensamblados por CMI omitieron las tiras laterales de aluminio solo de 1970, aunque los ensamblados en 1971 fueron equipados con la tira. El sedán Rebel de 1970 se vendió por 6.429 dólares neozelandeses.

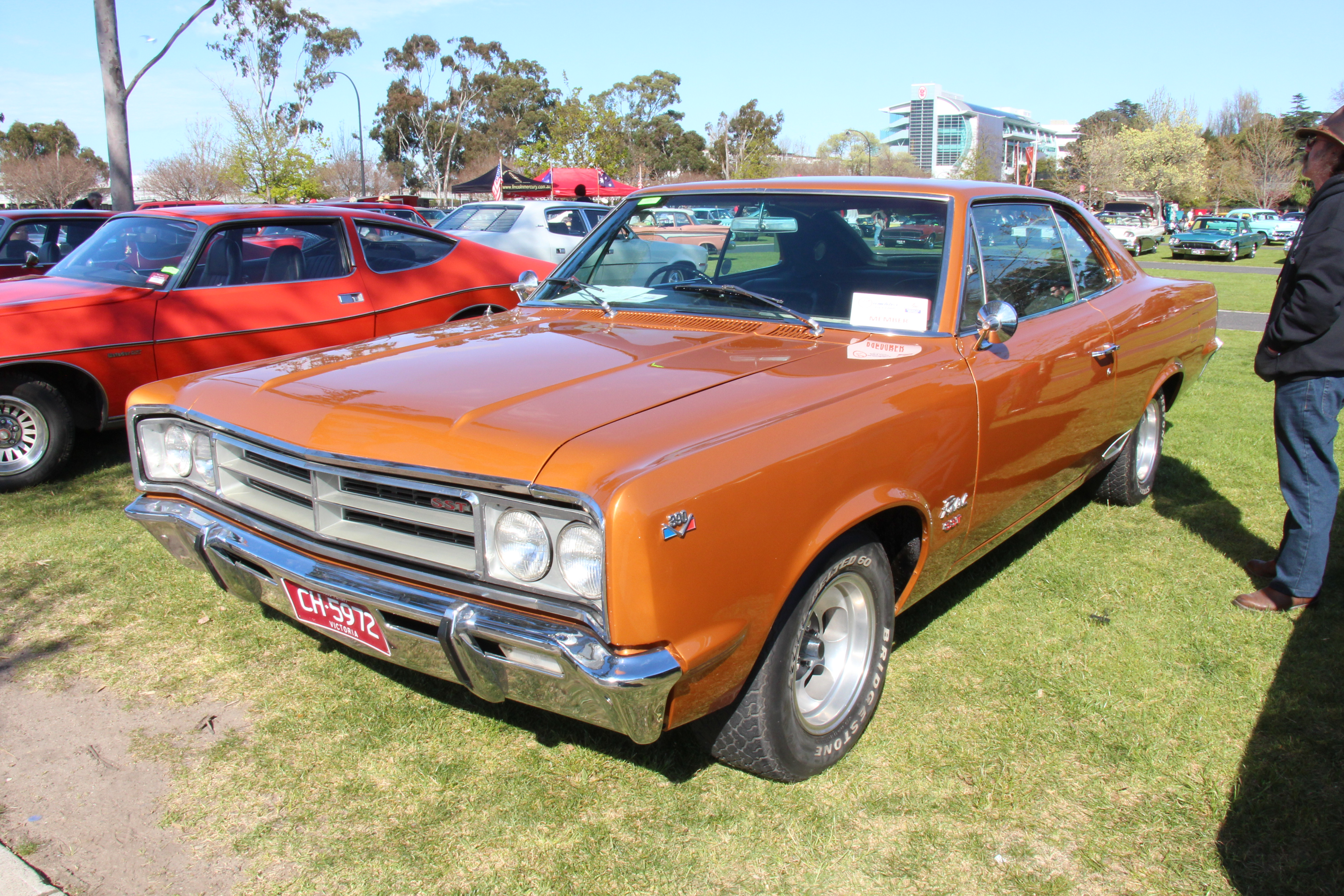
Rebel SST cupé de 1967 neozelandés conservado en Australia (con parrilla de 1970)
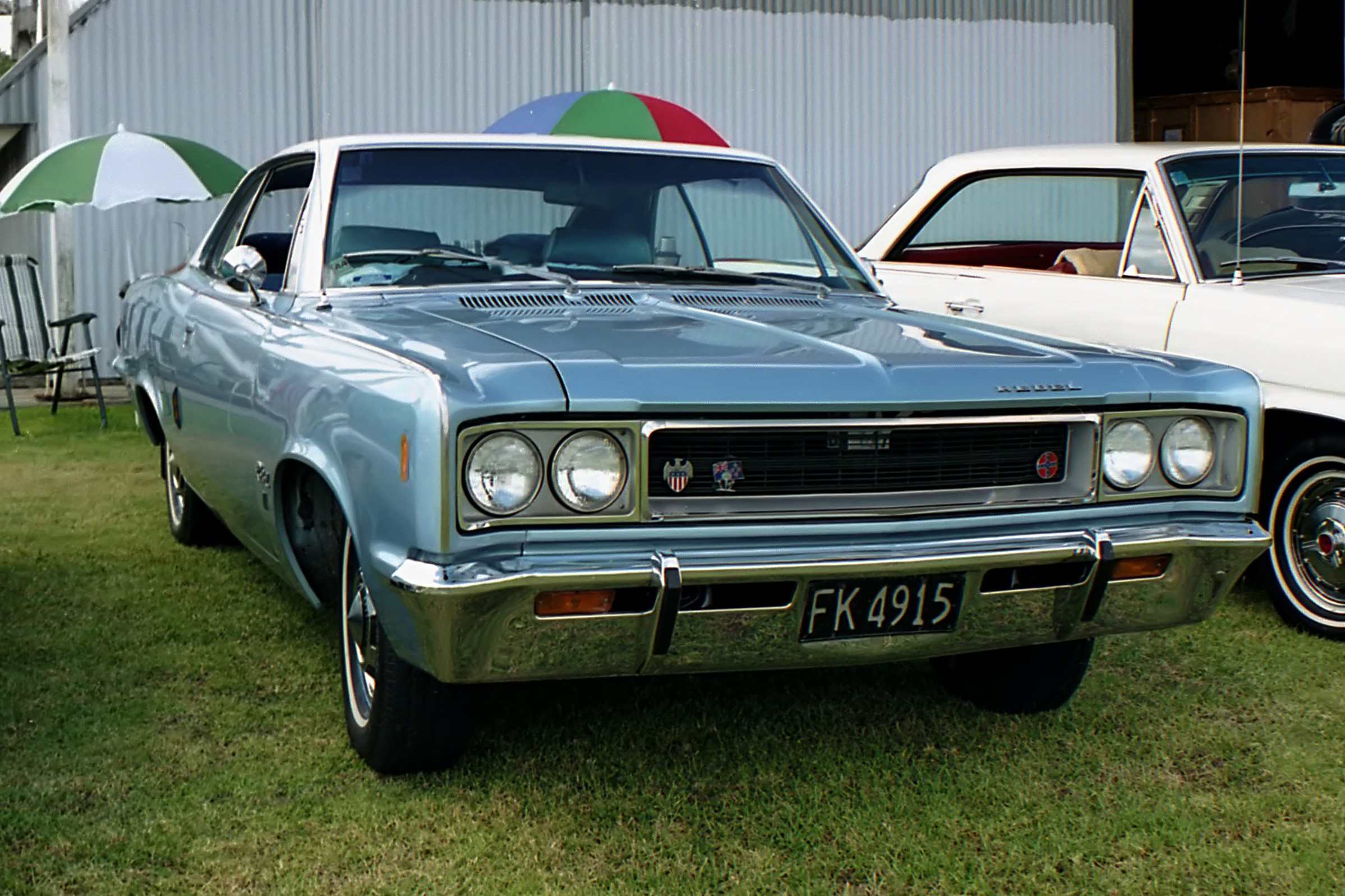
Rebel hardtop de 2 puertas importado a Nueva Zelanda
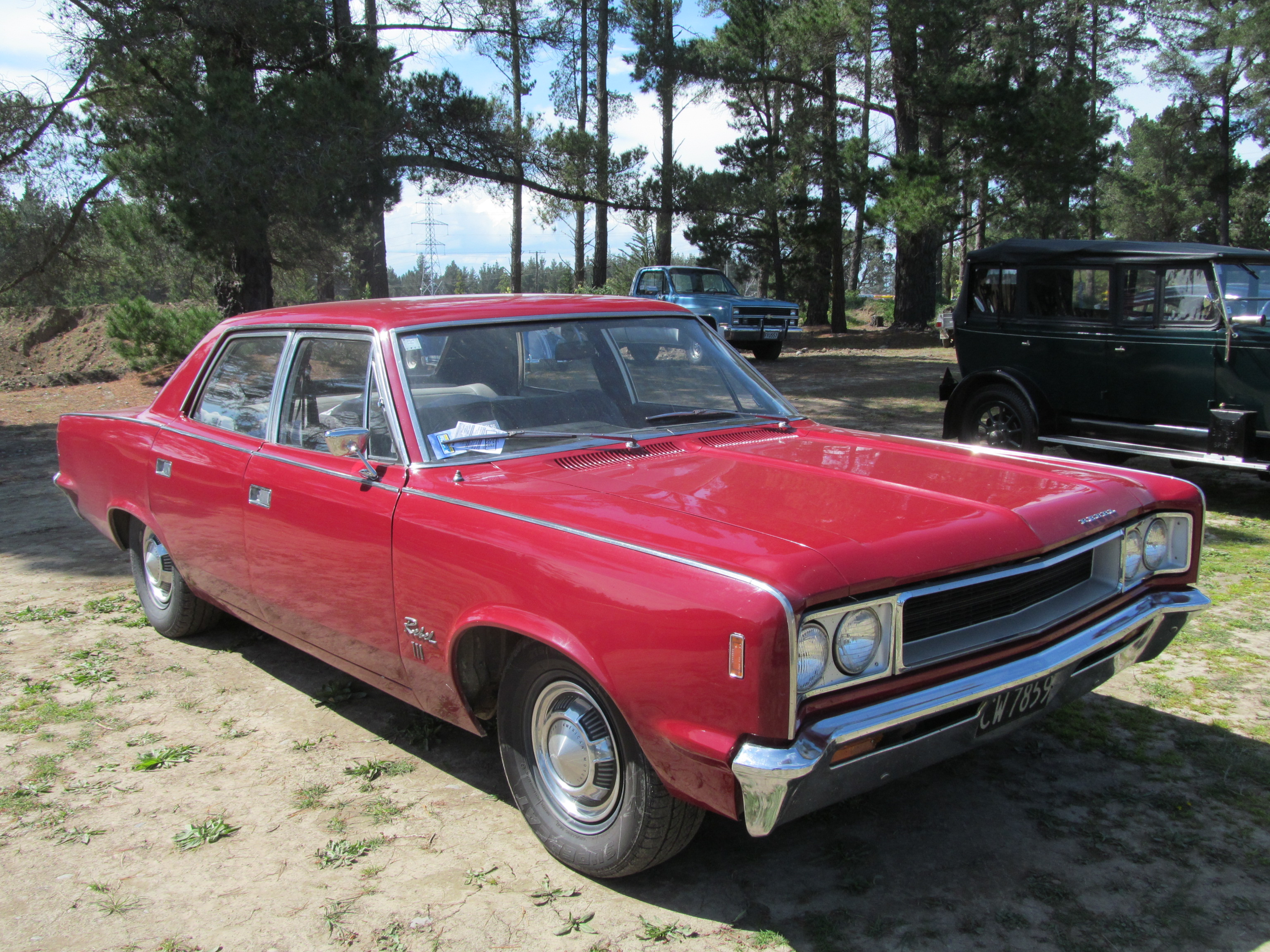
Rambler Rebel 770 neozelandés de 1969
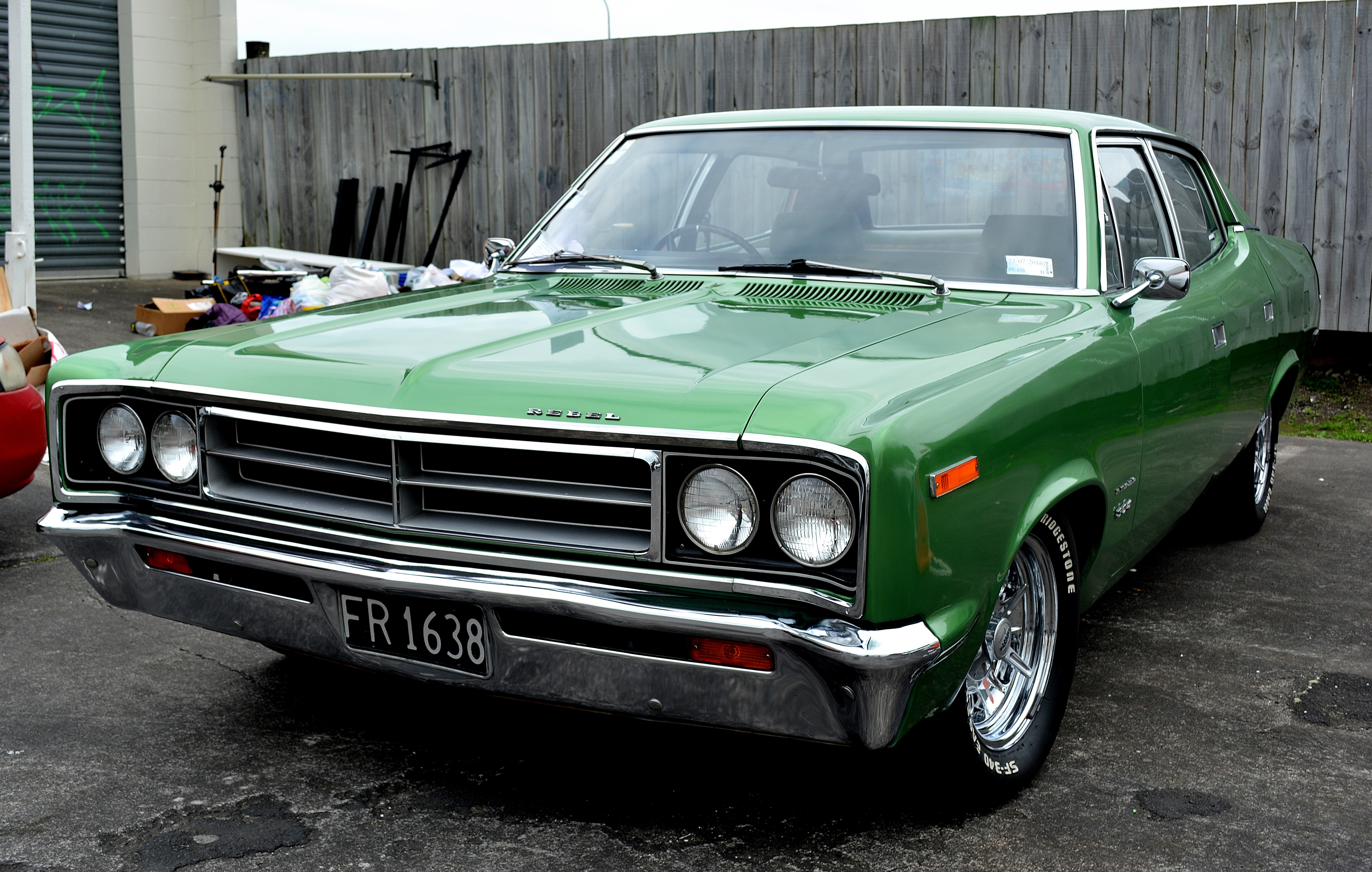
Rambler Rebel SST neozelandés ensamblado hasta 1971

### Noruega
Los Rambler fueron importados a Noruega durante las décadas de 1950 y 1960 por el importador Kolberg & Caspary AS ubicado en la localidad de Ås. K&C se formó en 1906 e importaba productos automotrices, industriales y de construcción. El Rambler Rebel fue importado por K&C de 1967 hasta 1969 para un total de 147 vehículos. Anteriormente, la empresa importaba Rambler Classic, American y Ambassador.

### Perú
Los Rambler fueron comercializados en Perú durante la década de 1960 por Rambler del Perú SA y vendidos en todo el país por una red de 13 distribuidores. En enero de 1966, Renault y AMC crearon Industria Automotriz Peruana S.A., ubicada en Lima, para ensamblar localmente vehículos Renault, AMC y Peugeot. Solo se produjeron pequeñas cantidades de las tres marcas, con un total de 750 vehículos AMC construidos entre 1966 y 1970, incluido el Rambler Rebel. Como ocurría con todos los mercados de exportación, el AMC Rebel continuó comercializándose como "Rambler Rebel" en Perú.
Bajo la presidencia de Juan Velasco Alvarado, las operaciones nacionales de fabricación de automóviles sufrieron cambios después de 1969 y AMC cesó su actividad en Perú en octubre de 1970.

### Reino Unido
American Motors también exportó vehículos Rebel con volante a la derecha de fábrica al Reino Unido. Estos fueron comercializados por Rambler Motors (A.M.C.) Ltd en Great West Road, Chiswick, Londres Oeste, y estaban disponibles a través de cuatro distribuidores en Londres, York, Kent y Worcester. La planta de Chiswick había ensamblado previamente vehículos Hudson, Essex y Terraplane desde 1926. La compañía se convirtió en una subsidiaria de AMC en 1961 y cambió su nombre a Rambler Motors (A.M.C) Ltd en 1966.
Un folleto de ventas de American Motors de 1967 para el Reino Unido anunciaba el 770 Sedan, el 770 Hardtop, el SST Convertible y el 770 Familiar. Para 1968, los familiares Rebel, el cupé SST y los convertibles SST se vendieron en el Reino Unido junto con el sedán Ambassador y el Javelin.
Como se había convertido en estándar en todos los mercados con volante a la derecha, los modelos del Reino Unido se fabricaron con el tablero y el paquete de instrumentos del Rambler Ambassador de 1967. Algunos modelos del Reino Unido también estaban equipados con un panel de instrumentos de madera contrachapada construido localmente con una chapa de nogal que incluía una puerta con bisagras para la cavidad donde, de lo contrario, se colocaba la placa "Rambler". Las piezas restantes del tablero de imitación de madera también se reemplazaron con una chapa de nogal.
Externamente, todos los modelos del Reino Unido correspondían a los de los años modelo de EE. UU.

## Cambio de nombre
Después de evaluar la situación de malestar social dentro de los EE. UU. y las connotaciones asociadas con el nombre del modelo de rebelión, "los directivos de American Motors decidieron que no era el momento de vender un automóvil llamado Rebel". El departamento de publicidad del fabricante de automóviles realizó una investigación de mercado y determinó un cambio de nombre para el modelo del año 1971 a Matador.

## Coleccionismo

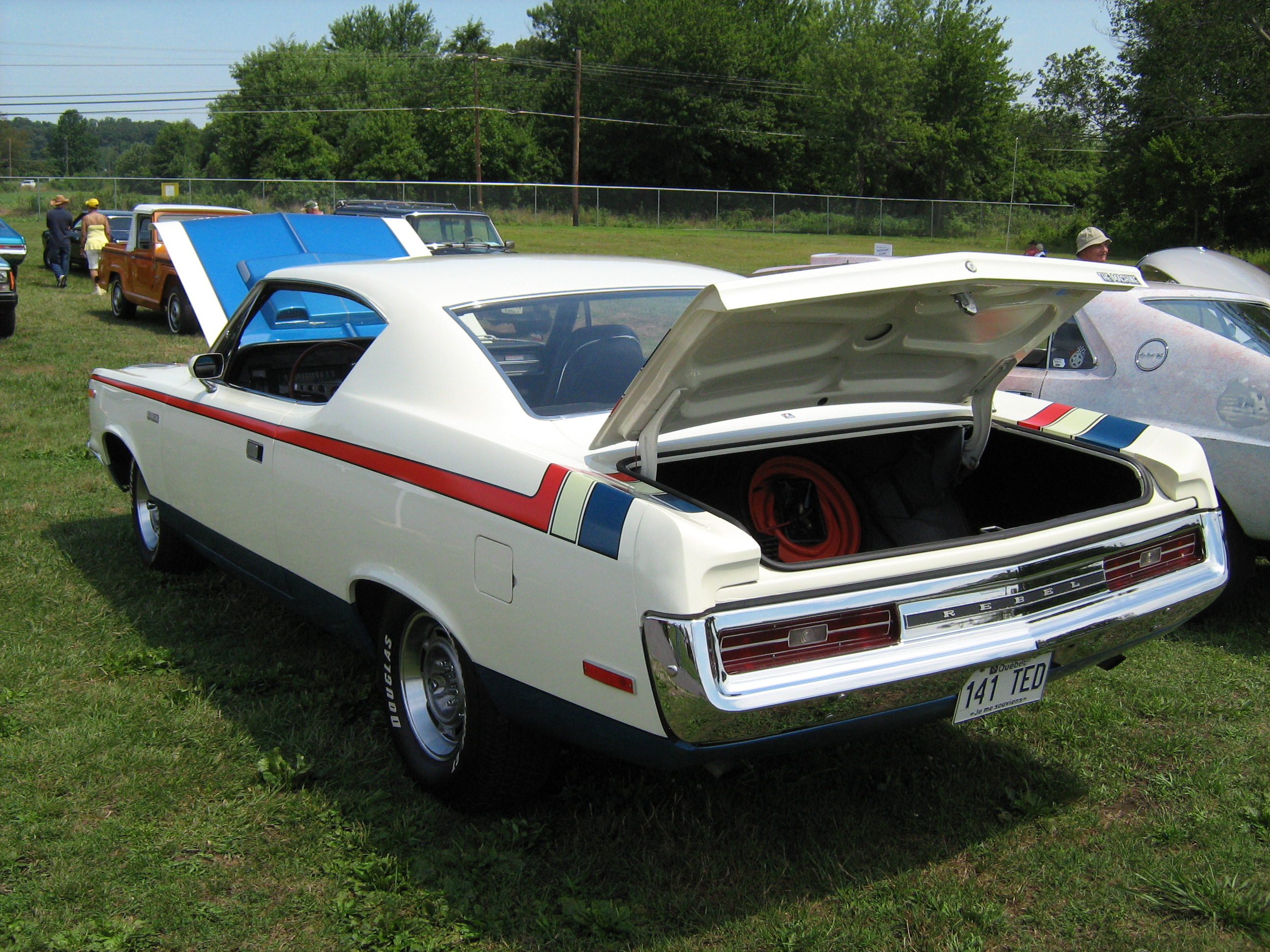
The Machine en una exhibición de coches

Según el historiador automotriz James C. Mays, los familiares Rambler Rebel regionales de edición limitada de 1967 se convirtieron en artículos de colección rápidamente.
Entre los modelos de 1968 a 1970, el convertible Rebel de 1968 debería ganar importancia como el último descapotable de AMC, y aunque los familiares y los sedanes se unieron más tarde al hardtop SST, solo los modelos de dos puertas tienen atractivo para los coleccionistas. El "estilo limpio pero mundano" del Rebel es un inconveniente para el atractivo de los coleccionistas, pero Carl Cameron, un diseñador de automóviles de Chrysler y desarrollador del fastback Dodge Charger original, mencionó que los mejores competidores a finales de la década de 1960 fueron los AMC con nuevos motores y los Rambler Rebel eran "coches realmente agradables y muy atractivos", pero la compañía simplemente no tenía mucha presencia en el mercado.
Hoy en día, los Rebel The Machine son audaces recordatorios de que la pequeña AMC una vez se enfrentó a los grandes en las calles y en las pistas de los Estados Unidos, y ganó. Según la revista Motor Trend, "The Machine es el muscle car coleccionable para las personas que se ríen de los muscle cars coleccionables". El Rebel The Machine radical con su capó "más grande que el buzón de la esquina" lo ubica entre los autos de estilo más controvertido de aquella época. Tienen muchos seguidores hoy en día y sus propietarios son recompensados con precios crecientes.